# L'Île-d'Yeu
Cet article traite de la commune de L’Île-d’Yeu. Pour l’aspect insulaire, voir l’article de l’île d’Yeu.

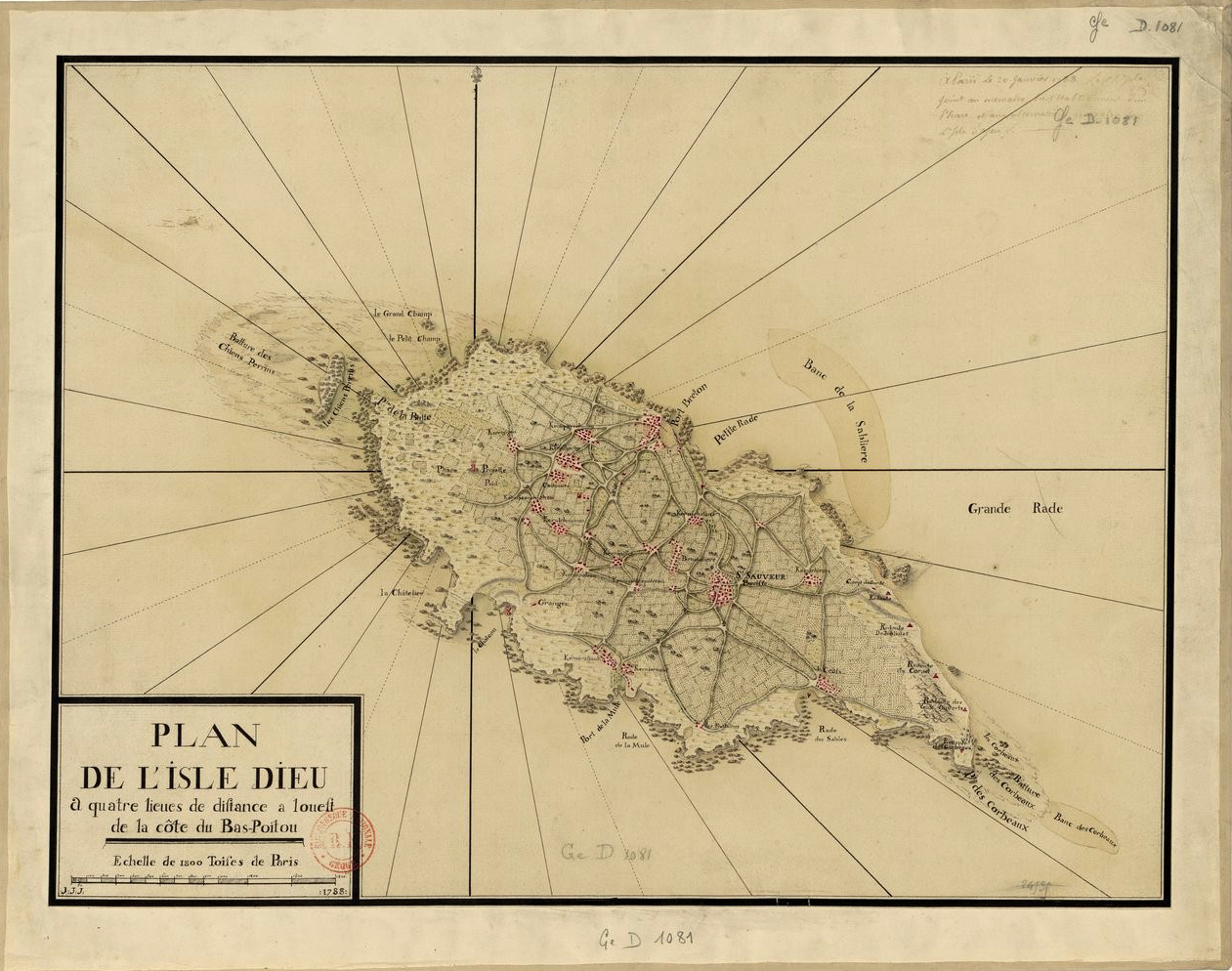
Plan de l'ile Dieu (1788).

L'Île-d'Yeu est une commune française située dans le département de la Vendée, en région Pays de la Loire.
C'est une commune insulaire, constituée de l'île d'Yeu, l'une des quinze îles du Ponant. Elle constitue également le canton de L'Île-d'Yeu. Elle a la particularité de ne pas être rattachée à une intercommunalité.
Les principales localités de la commune sont Port-Joinville (anciennement Port-Breton), Saint-Sauveur (anciennement Le Bourg) et La Meule.

## Toponymie
L'île d'Yeu, jadis Augia et Insula Oya au VIe siècle, ad Oiam insulam au XIe siècle.
Yeu comme Oye (Pas-de-Calais) est une évolution du mot germanique auwja/augjo signifiant « prairie humide », puis « terre entourée d'eau » et « île ». Yeu signifie donc « île » et Île-d'Yeu est alors une tautologie, signifiant : « l'île de l'île ».
En poitevin l'île s'appelle île d'Yéi selon l'écriture UPCP.
Durant la Révolution, elle porte les noms d'Île-de-la-Réunion et de Rocher-de-la-sans-Culotterie.
Ses habitants sont appelés les Islais (et non Îliens) ou les Ogiens.

## Géographie

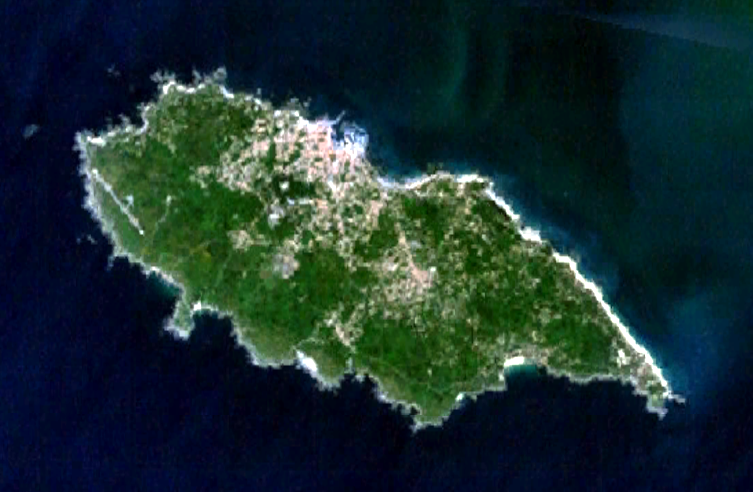
Vue satellite de l'île d'Yeu.

Le territoire municipal de L’Île-d’Yeu s’étend sur 2 466 hectares. L’altitude moyenne de la commune est de 17 mètres, avec des niveaux fluctuant entre 0 et 32 mètres,.
Le territoire de la commune est constitué essentiellement de l'île homonyme, auxquels sont associés des rochers et autres récifs (Les Chiens Perrins, Basse Flore, Le Grand Champ, Le Petit Champ, La Gournaise, etc.).
 
L'île principale est située à une vingtaine de kilomètres du continent et s'étend sur 9,5 km de long pour 4 km de large.
 
Elle présente deux visages distincts :
- la côte nord est sablonneuse et verdoyante, semblable à celle que l'on rencontre sur la côte vendéenne ; c'est sur cette côte que se trouve Port-Joinville.
- la côte sud, est une « Côte Sauvage » rocheuse granitique avec des criques et des falaises ; elle ressemble fortement à la côte bretonne[2]. Le point culminant est situé entre le Vieux-château et le Cap des Degrés ; il s'élève à 31 mètres[8].

### Climat
Pour des articles plus généraux, voir Climat des Pays de la Loire et Climat de la Vendée.
En 2010, le climat de la commune est de type climat océanique franc, selon une étude du CNRS s'appuyant sur une série de données couvrant la période 1971-2000. En 2020, Météo-France publie une typologie des climats de la France métropolitaine dans laquelle la commune est exposée à un climat océanique et est dans la région climatique Bretagne orientale et méridionale, Pays nantais, Vendée, caractérisée par une faible pluviométrie en été et une bonne insolation.
Pour la période 1971-2000, la température annuelle moyenne est de 12,6 °C, avec une amplitude thermique annuelle de 12,6 °C. Le cumul annuel moyen de précipitations est de 808 mm, avec 12,2 jours de précipitations en janvier et 6 jours en juillet. Pour la période 1991-2020, la température moyenne annuelle observée sur la station météorologique de Météo-France la plus proche, « Saint-Jean de Monts », sur la commune de Saint-Jean-de-Monts à 23 km à vol d'oiseau, est de 13,1 °C et le cumul annuel moyen de précipitations est de 783,4 mm,. Pour l'avenir, les paramètres climatiques de la commune estimés pour 2050 selon différents scénarios d'émission de gaz à effet de serre sont consultables sur un site dédié publié par Météo-France en novembre 2022.

## Urbanisme

### Typologie
Au 1er janvier 2024, L'Île-d'Yeu est catégorisée bourg rural, selon la nouvelle grille communale de densité à sept niveaux définie par l'Insee en 2022.
Elle appartient à l'unité urbaine de L'Île-d'Yeu, une unité urbaine monocommunale constituant une ville isolée,. Par ailleurs la commune fait partie de l'aire d'attraction de L'Île-d'Yeu, dont elle est la commune-centre,. Cette aire, qui regroupe 1 communes, est catégorisée dans les aires de moins de 50 000 habitants,.
La commune, bordée par l'océan Atlantique, est également une commune littorale au sens de la loi du 3 janvier 1986, dite loi littoral. Des dispositions spécifiques d’urbanisme s’y appliquent dès lors afin de préserver les espaces naturels, les sites, les paysages et l’équilibre écologique du littoral, tel le principe d'inconstructibilité, en dehors des espaces urbanisés, sur la bande littorale des 100 mètres, ou plus si le plan local d’urbanisme le prévoit.

### Occupation des sols
L'occupation des sols de la commune, telle qu'elle ressort de la base de données européenne d’occupation biophysique des sols Corine Land Cover (CLC), est marquée par l'importance des forêts et milieux semi-naturels (51,4 % en 2018), en diminution par rapport à 1990 (59,8 %). La répartition détaillée en 2018 est la suivante : 
milieux à végétation arbustive et/ou herbacée (48,4 %), zones urbanisées (32,8 %), zones agricoles hétérogènes (8,6 %), zones humides côtières (3,7 %), forêts (3 %), zones industrielles ou commerciales et réseaux de communication (2,3 %), espaces verts artificialisés, non agricoles (1,1 %), eaux maritimes (0,3 %). L'évolution de l’occupation des sols de la commune et de ses infrastructures peut être observée sur les différentes représentations cartographiques du territoire : la carte de Cassini (XVIIIe siècle), la carte d'état-major (1820-1866) et les cartes ou photos aériennes de l'IGN pour la période actuelle (1950 à aujourd'hui).

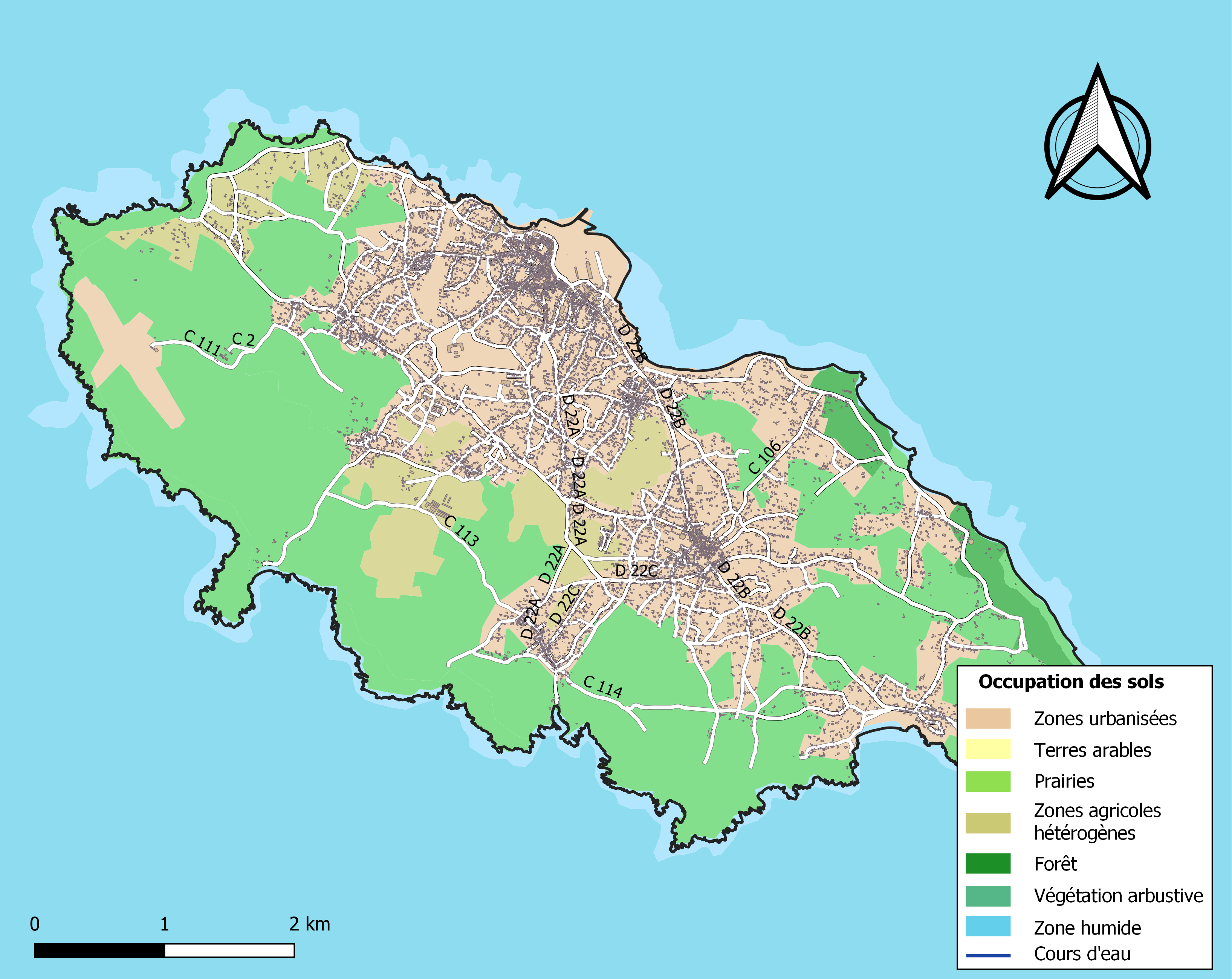
Carte des infrastructures et de l'occupation des sols de la commune en 2018 (CLC).

### Morphologie urbaine
Toute la partie sud de l'île est interdite de construction, hormis quelques anciens villages (comme La Meule) et monuments (comme le Vieux-château) ; l'essentiel de la population étant regroupée sur la côte nord, ainsi que le centre de l'île, notamment :
- Port-Joinville, la principale localité, nommée Port-Breton au moins jusqu'en 1884[24]. On y trouve la mairie, l'office de tourisme, et de nombreux restaurants, cafés, banques et boutiques. Elle possède également le principal port de pêche et la gare maritime qui permet de rejoindre le continent.
- Le village de Saint-Sauveur, ancienne capitale de l'île[25], fut le centre spirituel et administratif de l’île (résidence du gouverneur)[2],[26] pendant près de deux siècles : de 1650 à 1846. À la Révolution, la mairie fut installée à Port-Breton.

## Histoire

### Préhistoire
L'île est occupée dès le Néolithique comme l'attestent les nombreux mégalithes implantés sur l'île (dolmens, menhirs) et la présence de nombreuses pierres à cupules, les deux pouvant être parfois associés, ainsi que l'existence de deux éperons barrés préhistoriques (la Tranche, Ker Daniau). La seule voie d'accès étant maritime, ceci implique l'utilisation d'embarcations pour relier le continent. Il est vraisemblable que les liaisons s'opéraient depuis la côte nord, plus basse. Ce qui pourrait expliquer la forte présence mégalithique dans cette partie de l'île. Comme aujourd'hui, le dolmen de la Planche-à-Puare était visible depuis la mer et constituait un amer.

### Époque romaine
Peu d'éléments de l'époque romaine : les médailles des empereurs Trajan et Hadrien (Ier et IIe siècles) trouvées sur le littoral sud donnent à penser que la configuration côtière a pu servir à la relâche de flottes méditerranéennes[réf. nécessaire].

### Le Moyen Âge
Les chroniques monastiques nous disent qu'au VIe siècle, saint Martin de Vertou vint évangéliser l'île et édifier la première église de Saint-Sauveur et que les moines de Saint-Colomban venus de l'abbaye irlandaise de Bangor auraient fondé le premier monastère dédié à saint Hilaire. La fondation fut ruinée au IXe siècle par les Normands.
L’île est incendiée et pillée par les Normands en 846.

### Xe–XVIIIesiècles
Des moines de Marmoutier (près de Tours) et de Saint-Cyprien de Poitiers édifient un nouveau monastère dit de Saint-Étienne sur les hauts de Ker-Châlon et contribuent à la construction de l'église paroissiale de Saint-Sauveur.
L'Île d'Yeu, seigneurie puis marquisat au XVIIe, appartient successivement à de grandes familles qui déploient, selon les époques, un système de défense destiné à protéger la population des nombreuses incursions étrangères (espagnoles, hollandaises, anglaises).
C'est au XIe siècle qu'un château est construit, mais en bois[réf. nécessaire]. Il faut attendre le XIVe siècle (1356) pour voir l'apparition du château de pierre bâti sur un rocher séparé de la falaise sud par un large fossé et qui subsiste encore de nos jours.
De multiples invasions (en majorité anglaises) eurent lieu entre le XVe et le XVIIe siècle. On retient de cette période le siège du château en 1550 par les Espagnols[réf. nécessaire]. Louis XIV ruine finalement le château[réf. nécessaire] pour qu'il ne tombe pas entre les mains de l'ennemi.
Cette île bénéficiait dès le XIVe siècle des franchises insulaires, propices au développement de la contrebande[réf. nécessaire]. Louis XVI (1754-1793) rachète, en 1785, la seigneurie insulaire[réf. nécessaire].
Au XVIIe siècle, comme sur l'île de Bouin, les îlais font pousser leurs propres plants de tabac[réf. nécessaire]. Le commerce clandestin devint si florissant[réf. nécessaire] qu'ils durent se lancer dans l'importation massive. Des sociétés de « faux tabatiers » se structurent, impliquant toutes les couches de la société islaise pour réguler le trafic[réf. nécessaire]. Les bateaux, par flottilles s'en vont vers le Nord pour ramener du « bon » tabac stocké alors dans des entrepôts[réf. nécessaire].
Lors de la guerre de Vendée pendant la Révolution française, les insurgés conduits par François de Charette attendirent en vain le secours des Britanniques, qui avaient installé leur base à l'Île d'Yeu. À la fin de l'an 1795, le comte d'Artois (futur Charles X), représentant les royalistes alliés aux Anglais, veut débarquer en France pour aider Charette, mais les six mille soldats anglais restèrent cantonnés sur l'île d'Yeu où ils avaient débarqué, puis firent demi-tour. Les républicains écrasèrent la chouannerie.
Dès la fin du XVIIIe siècle, les islais développent la pêche hauturière au thon germon, et feront de Port-Joinville le premier port thonier français.

### XIXeetXXesiècles
La citadelle ou fort de Pierre-Levée, pouvant héberger une garnison de 400 hommes, fut bâtie, sous le Second Empire, à la place de deux moulins du XIXe siècle, eux-mêmes construits sur un site mégalithique où se trouvait un menhir de plus de sept mètres de haut[réf. nécessaire].
Le gouverneur militaire durant la Première Guerre mondiale fut Joseph Écomard  (1871-1952), de Sainte-Pazanne. Le dernier gouverneur militaire de l'île fut Charles-Henri Écomard, au début des années 1980.
Cette citadelle dominant Port-Joinville, prévue pour servir de défense littorale, accueillit à plusieurs reprises des prisonniers d'État dont le plus célèbre fut Philippe Pétain, chef du gouvernement de Vichy lors de la Seconde Guerre mondiale, décédé le 23 juillet 1951 et enterré à l'Île d'Yeu, le 25 juillet suivant.

## Codes
L'île d'Yeu a pour codes :
- YE, selon la liste des quartiers d'immatriculation des navires en France[31].
- LFEY, selon la liste des codes OACI des aéroports, qui correspond au code OACI de l'aérodrome de L'Île-d'Yeu[32].

## Politique et administration

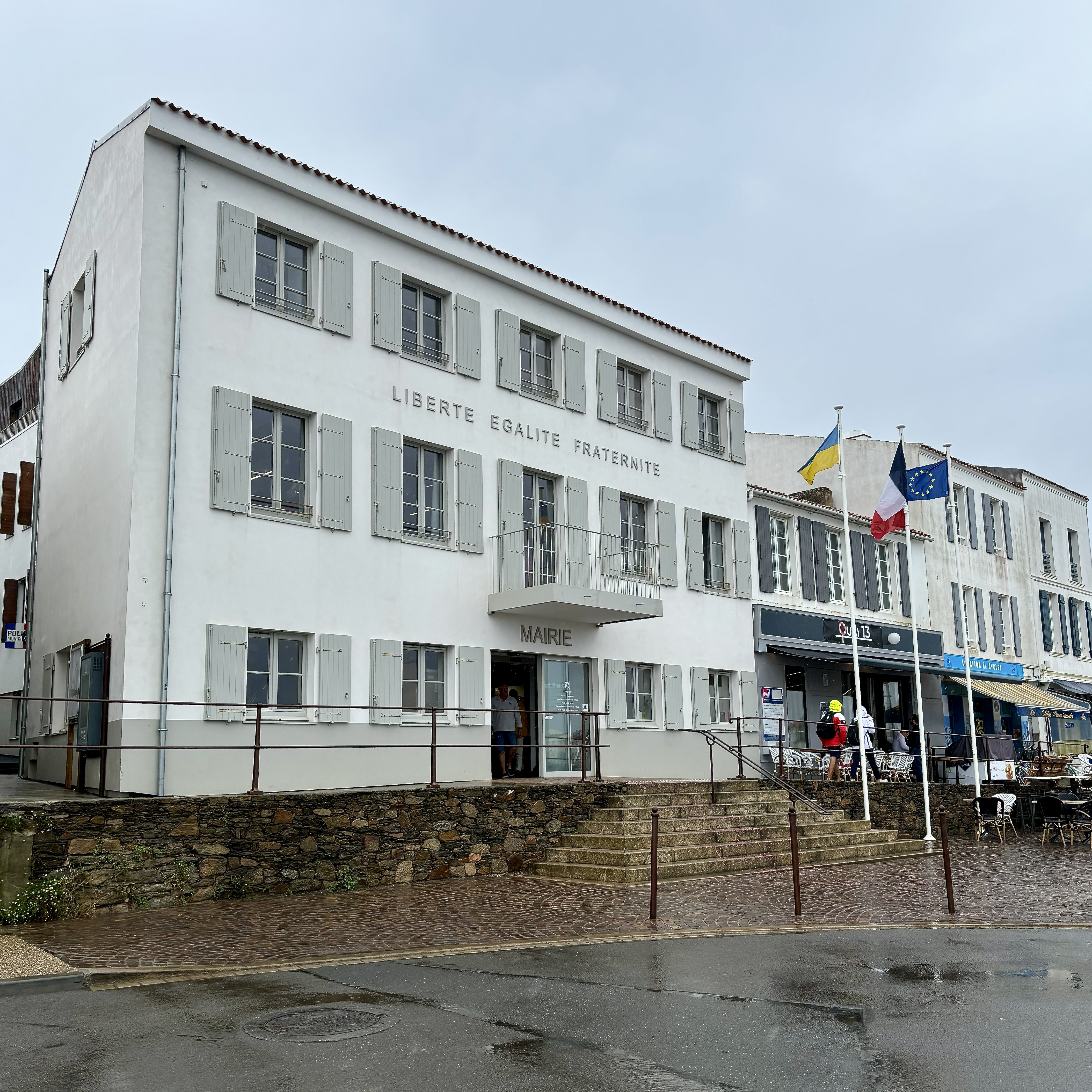
La mairie à Port-Joinville.

### Jumelages
- Percé (Québec)[41]
- Föhr (Allemagne)[41]

## Population et société

### Démographie

#### Évolution démographique
L'évolution du nombre d'habitants est connue à travers les recensements de la population effectués dans la commune depuis 1793. Pour les communes de moins de 10 000 habitants, une enquête de recensement portant sur toute la population est réalisée tous les cinq ans, les populations de référence des années intermédiaires étant quant à elles estimées par interpolation ou extrapolation. Pour la commune, le premier recensement exhaustif entrant dans le cadre du nouveau dispositif a été réalisé en 2005.

En 2022, la commune comptait 4 887 habitants, en évolution de +2,05 % par rapport à 2016 (Vendée : +5,33 %, France hors Mayotte : +2,11 %).
| 1793  | 1800  | 1806  | 1821  | 1831  | 1836  | 1841  | 1846  | 1851  |
| ----- | ----- | ----- | ----- | ----- | ----- | ----- | ----- | ----- |
| 2 243 | 2 181 | 1 953 | 2 185 | 2 160 | 2 409 | 2 426 | 2 640 | 2 646 |

| 1856  | 1861  | 1866  | 1872  | 1876  | 1881  | 1886  | 1891  | 1896  |
| ----- | ----- | ----- | ----- | ----- | ----- | ----- | ----- | ----- |
| 2 636 | 3 062 | 2 929 | 2 959 | 3 275 | 3 132 | 3 279 | 3 426 | 3 489 |

| 1901  | 1906  | 1911  | 1921  | 1926  | 1931  | 1936  | 1946  | 1954  |
| ----- | ----- | ----- | ----- | ----- | ----- | ----- | ----- | ----- |
| 3 809 | 3 985 | 4 181 | 3 801 | 3 883 | 3 845 | 3 905 | 4 249 | 4 386 |

| 1962  | 1968  | 1975  | 1982  | 1990  | 1999  | 2005  | 2006  | 2010  |
| ----- | ----- | ----- | ----- | ----- | ----- | ----- | ----- | ----- |
| 4 739 | 4 786 | 4 766 | 4 880 | 4 941 | 4 788 | 4 807 | 4 880 | 4 591 |

| 2015  | 2020  | 2022  | - | - | - | - | - | - |
| ----- | ----- | ----- | - | - | - | - | - | - |
| 4 771 | 4 870 | 4 887 | - | - | - | - | - | - |

#### Pyramide des âges
La population de la commune est relativement âgée.
En 2018, le taux de personnes d'un âge inférieur à 30 ans s'élève à 24,1 %, soit en dessous de la moyenne départementale (31,6 %). À l'inverse, le taux de personnes d'âge supérieur à 60 ans est de 39,9 % la même année, alors qu'il est de 31,0 % au niveau départemental.
En 2018, la commune comptait 2 359 hommes pour 2 470 femmes, soit un taux de 51,15 % de femmes, légèrement inférieur au taux départemental (51,16 %).
Les pyramides des âges de la commune et du département s'établissent comme suit.
| Hommes | Classe d’âge | Femmes |
| ------ | ------------ | ------ |
| 0,9    | 90 ou +      | 2,6    |
| 11,7   | 75-89 ans    | 14,2   |
| 24,4   | 60-74 ans    | 25,9   |
| 21,8   | 45-59 ans    | 21,5   |
| 15,0   | 30-44 ans    | 13,8   |
| 13,0   | 15-29 ans    | 10,8   |
| 13,1   | 0-14 ans     | 11,3   |

| Hommes | Classe d’âge | Femmes |
| ------ | ------------ | ------ |
| 0,8    | 90 ou +      | 2,2    |
| 8,7    | 75-89 ans    | 11,1   |
| 20,3   | 60-74 ans    | 21,3   |
| 20     | 45-59 ans    | 19,4   |
| 17,5   | 30-44 ans    | 16,8   |
| 15     | 15-29 ans    | 13,2   |
| 17,7   | 0-14 ans     | 16,1   |

## Accès et transports insulaires
L'île étant à une vingtaine de kilomètres de la côte, il n'y a donc pas de pont.

### Voies maritimes
À destination de la gare maritime de Port-Joinville, on peut rejoindre l'île avec les bateaux de la compagnie Yeu Continent (Régie départementale des passages d'eau de la Vendée) depuis Fromentine : navires Insula Oya 2 depuis 1982, les catamarans Fjellstrand FlyingCat 45, Pont d'Yeu et Le Châtelet depuis 2006 , l'Insula Oya 3 depuis avril 2023 ou ceux de la Compagnie vendéenne depuis Fromentine ou Saint-Gilles-Croix-de-Vie en saison.
Précédemment, la liaison Fromentine-Île d'Yeu a été effectuée par les navires :
- La Vendée (1870-1886)[47] ;
- Rover (1887-1900)[47] ;
- Bellilois (1901)[47] ;
- Ville d'Auray (1902-1913)[47] ;
- La Grive (1913-1929)[47] ;
- France (1929-1934)[47] ;
- Insula Oya (1935-1969)[47] ;
- Amiral de Joinville (1955-1962)[47] ;
- Président Auguste Durand (1961-1982)[47] ;
- La Vendée (1969-2006)[47], reconverti en 2011 pour devenir l'iBoat, salle de concert / club / bar et restaurant, situé aux Bassins à flots dans le quartier Bacalan au nord de Bordeaux[49];
- Insula Oya II (1985-2023) ;
- Cap Suroit (1990-1991)[47] ;
- Amporelle (1992-2006)[47] ;
- Pont d'Yeu (2006- aujourd'hui) ;
- Le Chatelet (2006- aujourd'hui) ;
- Insula Oya III (2023- aujourd'hui).

Le transport des carburants est assuré par le navire « Anatife », connu pour être le plus petit pétrolier du monde, exploité par Marine-Énergie, filiale la CLT (Compagnie ligérienne de transports).

### Voies aériennes
Depuis 1986, on peut s'envoler vers l'île d'Yeu avec les hélicoptères de la compagnie aérienne agréée, Oya Vendée Hélicoptères, qui assure 365 jours par an une ligne aérienne régulière passagers et fret entre les communes de Port-Joinville et de Beauvoir-sur-Mer ainsi que les évacuations sanitaires vers les hôpitaux continentaux et le transport postal.
Par arrêté du 4 juillet 2018, publié le 17 juillet, le ministère a autorisé la création d'une hélistation ministérielle sur la commune de Port-Joinville permettant une exploitation commerciale à usage restreint. Cette décision fait suite à une enquête publique. Une association de Riverains du Port est opposée à cette exploitation estimant qu'elle présente une "dangerosité évidente".
On peut aussi venir par voie aérienne privée, l'île disposant d'un aérodrome (Île d'Yeu Grand Phare) situé au sud-ouest, ouvert à la circulation aérienne publique (CAP).

### Voies terrestres

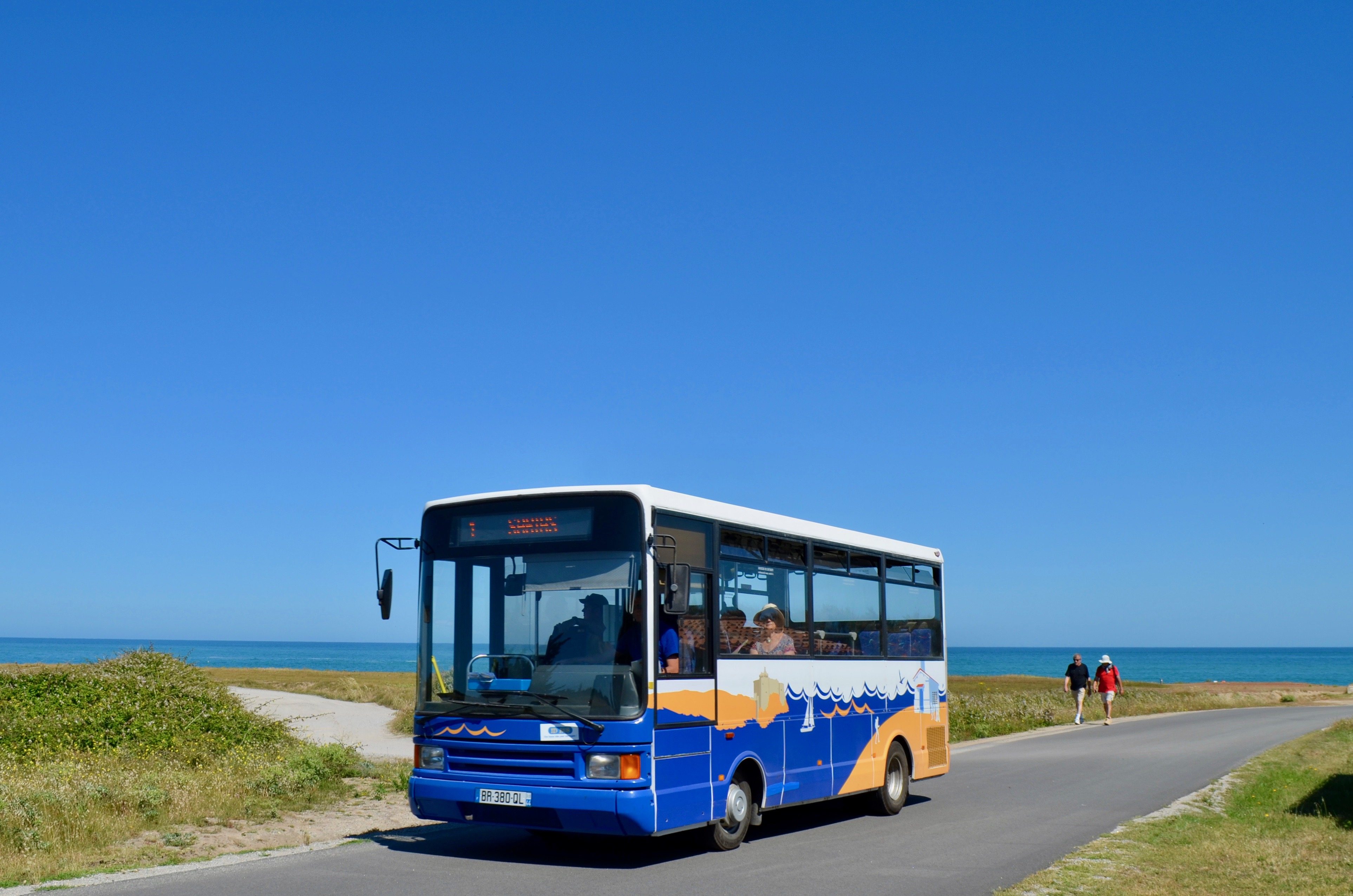
Réseau de bus ID Bus, ici un Gruau MG 36.

Sur place, afin de faciliter les déplacements sur l'île, la municipalité propose un service de bus baptisé ID Bus qui se charge du transport scolaire et dispose de lignes régulières modulées en fonction des périodes de l'année (service d'été, moyenne saison et basse saison).
On trouve aussi sur place plusieurs loueurs de vélos, scooters et voitures à essence et électriques.

## Vie sociale

### Les Concerts et le Cinéma
Des concerts ont lieu dans la salle municipale du Casino, sous le chapiteau de la Citadelle et au bar L'escadrille.
Le cinéma municipal Ciné Islais est ouvert toute l'année.

### La fête des Fleurs de l'ile d' Yeu
La fête des fleurs est une journée consacrée à la célébration des fleurs. Elle est très populaire à l'île d'Yeu. Cela se passe la veille du lundi de Pentecôte, tous les deux ans.
Cette fête consiste à un défilé de chars décoré majoritairement avec des fleurs  selon un thème choisis, suivis de leur groupe l'ayant réalisé. Ceux-ci dansent, chantent, jouent de la musique. Il y a environ une vingtaine de chars, avec des équipes très différentes ( jeunes, amis, familles, nombreux ). Cette fête permet de réunir toute la population islaise.
Préparation
Le temps de préparation de cette fête dure plusieurs mois. En effet, il faut tout d'abord trouver tout le matériel nécessaire à cette préparation : tracteurs, conducteurs, remorques, local. Ensuite, il faut se mettre d'accord sur le thème, fabriquer la maquette, acheter les déguisements, installer les lumières, décorer le char. Certains font même des petits effets spéciaux ( portes qui s'ouvrent, chapeaux qui se soulèvent)
Les fleurs sont cueillies directement sur l'île puis collées une à une, environ deux jours avant le jour j pour éviter qu'elles ne fanent.
Le trajet
Les chars font quasiment le tour de l'île d'Yeu et sont numérotés, pour avoir un ordre de passage et éviter les problèmes de dernière minute. Tous les chars se rendent sur le parking de l'hélicoptère. Le départ se fait à 12h30. Ils passent ensuite à Ker Châlons, à St-Sauveur ou encore à Cadouère et reviennent sur le port, pour pouvoir les admirer de nuit.
La fête
Avant le départ, quand tous les chars sont arrivés sur le parking, c'est le moment de découvrir les thèmes choisis par chaque équipe de l'année. Il y a déjà eu Disney, le bowling, Koh Lanta ou encore Oui-Oui. Des confettis peuvent être achetés tout au long du trajet afin de participer à la fête.
Le premier char est toujours derrière la batucada qui eux aussi sont déguisés.
La nuit, tous les chars sont allumés. C'est vraiment différent de la journée. Les personnes n'ayant confectionné aucun char peuvent être invitées à la fête et danser avec les participants. Les chars se stoppent après avoir réalisé quelques tours du port, mais la fête continue.
La destruction
Le lundi de Pentecôte, certains chars repassent sur le port avant d'être détruits dans les jours qui suivent.

## Médias
L'île possède sa radio locale, Neptune FM, créée en 1983 et qui diffuse sur 91,9 MHz.
Le journal d'information locale La Gazette Annonces contient des articles d'actualités.

## Télécommunications

### ADSL et téléphone fixe
Le premier câble téléphonique sous marin reliant l'île d'Yeu au continent a été posé en 1911. Le seul NRA de l'Île d'Yeu est situé rue du Coin-du-Chat à Port-Joinville. Desservant environ 4 500 lignes, c'est le troisième plus gros NRA non dégroupé de France.
L'île dispose d'une couverture très haut débit en fibre optique de 80% (en mars 2025).

### Radiocommunication
On trouve sur l'île un pylône (15 m) rue du Coin-du-Chat pour la téléphonie (Orange).
Le château d'eau (61 m) près de la Citadelle est utilisé pour la téléphonie (Bouygues, Free, Orange, SFR), la radio Neptune FM, et comme relais de télévision.
Le phare de l'île d'Yeu (Grand Phare) porte  plusieurs antennes relais pour le réseau des centres régionaux opérationnels de surveillance et de sauvetage (CROSS) et est utilisé par le Centre d'études techniques maritimes et fluviales (CEREMA-CETMEF), organe du Centre d'études et d'expertise sur les risques, l'environnement, la mobilité et l'aménagement (CEREMA),, de même que le phare des Corbeaux (36 m).
Le sémaphore militaire est utilisé par Altitude Wireless et les opérateurs téléphoniques Bouygues, Orange, SFR,.

## Économie
L'île vit principalement du tourisme et de la pêche. Bien que celle-ci ait particulièrement souffert de l'interdiction totale des filets maillants dérivants, les pêcheurs tentent de se reconvertir dans de nouvelles techniques ciblant toujours les espèces « nobles » comme le thon germon.

Les principaux bateaux de pêche de l'île sont des petits bateaux côtiers, naviguant pendant la journée, les plus gros navires, une douzaine de bateaux en 2014, sont principalement armés au filet pour le merlu, la sole ou la lotte. On peut aussi apercevoir quelques palangriers. Il est à signaler également que l'île se distinguait comme le dernier lieu en Europe où existait une pêcherie spécifique aux requins taupes (Lamna nasus) (commercialisés sous le nom de « veau de mer » ou « veau marin » sur l'étal, en poissonnerie). Cette pêche est désormais interdite.
Le projet des « deux îles » est un parc de 62 éoliennes de 8 MW chacune, entre l'Île-d'Yeu et celle de Noirmoutier,. Depuis 2008, il se heurtait au veto du président du conseil général, Philippe de Villiers,. Celui-ci ayant abandonné la présidence au profit de Bruno Retailleau (en septembre 2010), le projet a fait l'objet d'un premier appel d'offres en 2012 suivi d'un deuxième en janvier 2013. Son objectif est de fournir 40 à 45 % de l'électricité consommée en Vendée, selon le conseil général de la Vendée. Le gagnant de l'appel d'offres, en mai 2014,, (GDF Suez, EDP, Neoen Marine et Areva) a commencé les études, les premiers travaux devraient commencer en 2019, pour une livraison prévue en 2021.

### Commerces
- Des supermarchés (Super U et Casino), sont situés à Port-Joinville.
- Toute l'année, le marché de Port-Joinville se tient tous les matins.
- L'été le marché du village de St Sauveur se tient tous les matins.

## Lieux et monuments

Carte de l’île d’Yeu.

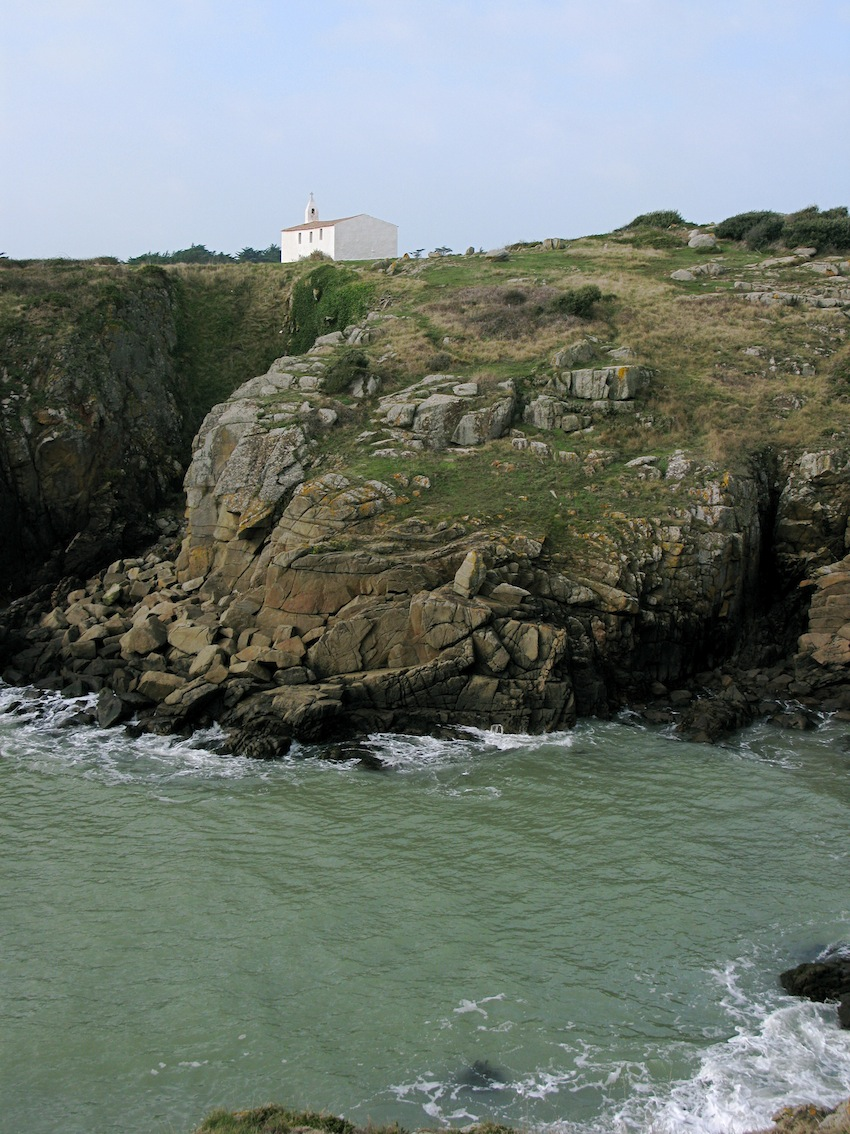
Chapelle de la Meule.

### Patrimoine mégalithique
L'île dispose d'un riche patrimoine mégalithique concentré dans deux zones. Sur la côte nord-ouest se concentrent les principaux dolmens de l'île (Petits Fradets, Planche-à-Puare) et tout un ensemble mégalithique autour des Tabernaudes (allée couverte, coffre, menhirs). Au sud et au sud-est, les menhirs sont plus fréquents (la Vrimonière, Chiron Lazare, menhir du Sud). Au centre de l'île, les mégalithes ont été victimes de destruction (Pierre-Levée) ou d'une christianisation (Pierre des Quatre-Chemins). Le type de certains mégalithes est incertain (la Guette, les Landes, mégalithe de Gâtine), quand leur nature mégalithique n'est pas franchement douteuse (mégalithes de Barbe). Les pierres à cupules (Ker Difouaine, parée de la Cougnerie, table du Jars, pierre du pain et du Beurre...) se répartissent de manière assez uniforme sur tout le territoire de l'île.

### Monuments religieux
- L'église de Saint-Sauveur. Lors des invasions des IXe et Xe siècles, la population îlaise était à la merci des envahisseurs et n’avait pas d’autre refuge que l’église. La première représentation du clocher de l’église Saint-Sauveur est le célèbre dessin de Pierre Garcie Ferrande dans son Grand Routier et Pilotage de la mer au XVe siècle. Pendant des siècles, ce clocher servit d'amer aux navigateurs[25]. Naturellement, subissant l'influence continuelle des vents, il menaça un jour de s'écrouler. Le roi de France considérant l’importance stratégique de ce point de repère décida de le reconstruire à ses frais en 1774. On opta pour une forte charpente pyramidale surmontée d’un lucarnon et pour mieux l’asseoir, on décida de  rehausser le clocher de 1,24 m. La date figure toujours sur le clocher. Sous l’Empire, un balcon a été construit tout autour du clocher pour guetter les dangers et prévenir la population, dès qu’un bateau étranger était aperçu. Des personnes désignées par le conseil municipal montaient la garde. Jusqu’en 1804, l'île vécut ainsi dans  l'insécurité. En 1953, cette église a été frappée par la foudre pendant un orage[25]. Pour des raisons budgétaires, on décida de la reconstruction du clocher sous une forme primitive romane avec le beau toit à quatre pentes que nous lui connaissons actuellement.

### Monuments civils
- L'île comporte trois sites du type éperon barré, deux datés de la Préhistoire (la Tranche, Ker Daniau) et le troisième de la Protohistoire (Châtelet).
- La citadelle, ou fort de Pierre-Levée : c'est un fort de plan carré, avec en son centre une vaste cour. La construction a duré huit ans de 1858 à 1866[25]. La citadelle a été déclassée en 1889, et a servi a plusieurs reprises de prison[25] (le prisonnier le plus célèbre est le maréchal Pétain, qui a séjourné dans le fort de novembre 1945 jusqu'au 29 juin 1951, peu de temps avant sa mort[79]). Aujourd'hui, la citadelle sert de lieu de loisirs aux associations de l'île et y abrite notamment la radio locale Neptune FM et un chapiteau servant momentanément de salle des fêtes, en attendant la réfection de la salle des Cytises.
- Le Vieux-château : c'est un château fort édifié au XIVe siècle[80]. Sa construction serait imputable au connétable Olivier V de Clisson. Il est construit sur un éperon rocheux de la côte sud de l'île[2]. Il fait l’objet d’un classement au titre des monuments historiques depuis 1900[80].
- Le phare de l'île d'Yeu ou Grand phare ou phare de la Petite Foule : il est situé à Petite-Foule[68], sur un des points les plus hauts de l'île. Sa tour est carrée, blanche, son altitude de base est de 21 mètres, sa hauteur totale est de 37,5 m[68]. Son feu, d'une intensité lumineuse de 440 000 candelas, porte à 25,5 milles marins sur 360°[68]. C'est l'un des principaux phares d'atterrissage de la côte atlantique. Il avait été construit, en 1830[81], par l'ingénieur des ponts et chaussées Plantier. Il fut ensuite détruit le 25 août 1944, puis provisoirement remplacé par une tour métallique et reconstruit, tel qu'on le connaît aujourd'hui, par l'architecte Maurice Durant, en 1950-1953[81],[68] et l'ingénieur Conte. Le phare fait l'objet d'une inscription au titre des monuments historiques depuis le 29 novembre 2011[81]. Il a été automatisé en 1990 et modernisé en 2002 : remplacement de la lampe par une lampe aux halogénures métalliques de 250 W, rotation du faisceau lumineux par deux moteurs brushless, réseau d'alimentation EDF secouru par groupe électrogène automatique et batteries[68]. Il est ouvert au public[68].
- Le port de La Meule : c'est un petit port de pêche, situé dans une crique au sud de l'île[2], dominé par la chapelle Notre-Dame-de-la-Bonne-Nouvelle[25], toute blanche. C'est l'un des lieux les plus visités de l'île. Plus haut se trouve le village de La Meule. Ce port servait aussi de base pour les contrebandiers : son accès en forme de L est invisible depuis la mer.

### Sites naturels
- La pointe et le phare de la Pointe des Corbeaux : la pointe des Corbeaux est située à l'extrémité sud-est de l'île. Le vent y est toujours très fort. On y trouve un phare, construit en 1862 et mis en service en 1868[25], détruit par les Allemands, en 1944, pendant la Seconde Guerre mondiale puis reconstruit en 1950 ; il fait l’objet d’une inscription au titre des monuments historiques depuis le 1er décembre 2011[82]. Haut de 19,5 m, il est doté d'un feu rouge tournant à éclats de 650 W (lampe halogène) d'une portée de 34 km[25].
- La pointe du But : elle est située à l'ouest de l'île. On y trouve une corne de brume (reliée au phare de l'île d'Yeu) qui, avec la tourelle-balise située sur l'écueil des Chiens Perrins, assure la sécurité des navires dans cette zone dangereuse.

## Culture locale

### Héraldique et devise
| Blason | Blasonnement : D'or à la fasce ondée d'azur. |

La devise de L'Île-d'Yeu est In Altum Lumen Et Perfugium « Lumière et refuge en haute mer ».

### Curiosités locales

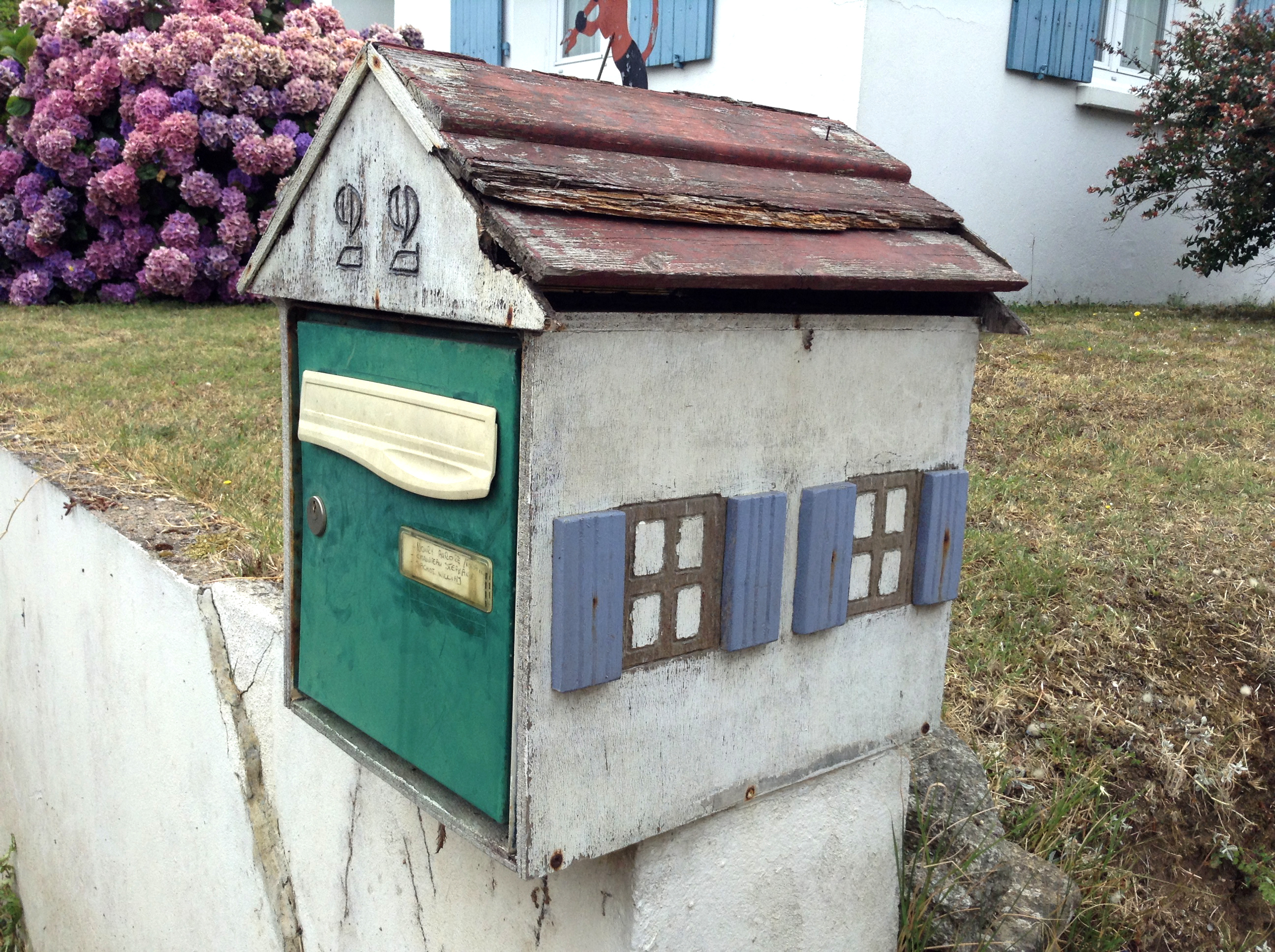
boîte aux lettres
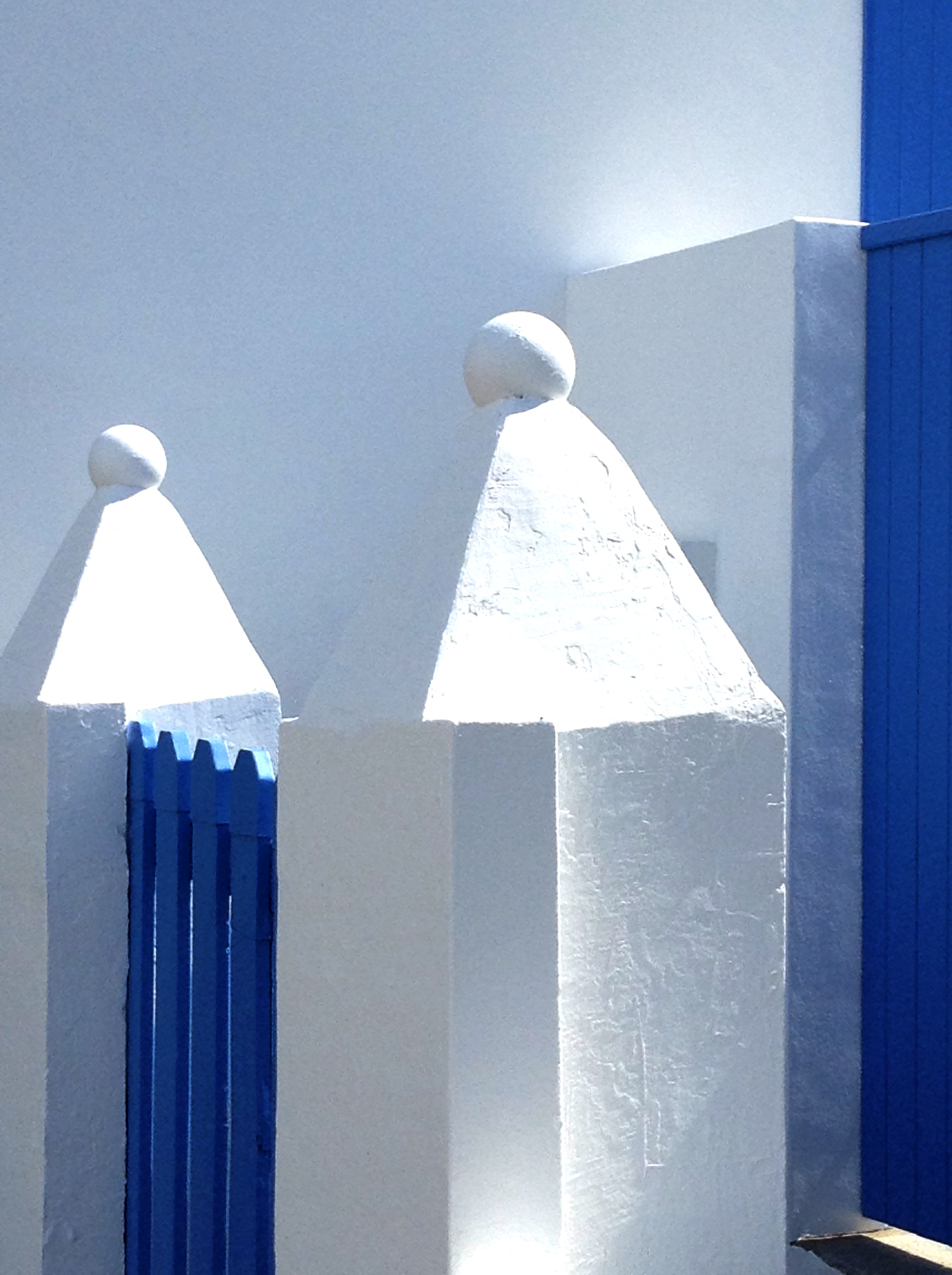
Bleu islais

### Spécialités gastronomiques
- Tarte aux pruneaux[84]
- Patagos[84]
- « Fricot en fou »[84]
- Thon fumé[84]
- Boudin et pâté de thon aux pruneaux[84]
- Espadon fumé[84]
- Soupe de poissons[84]
- « Fion »[84]
- « Merisses »[84]
- « Betchets »[84]
- « Ratas »
- « Foutimassons »

### Festivités

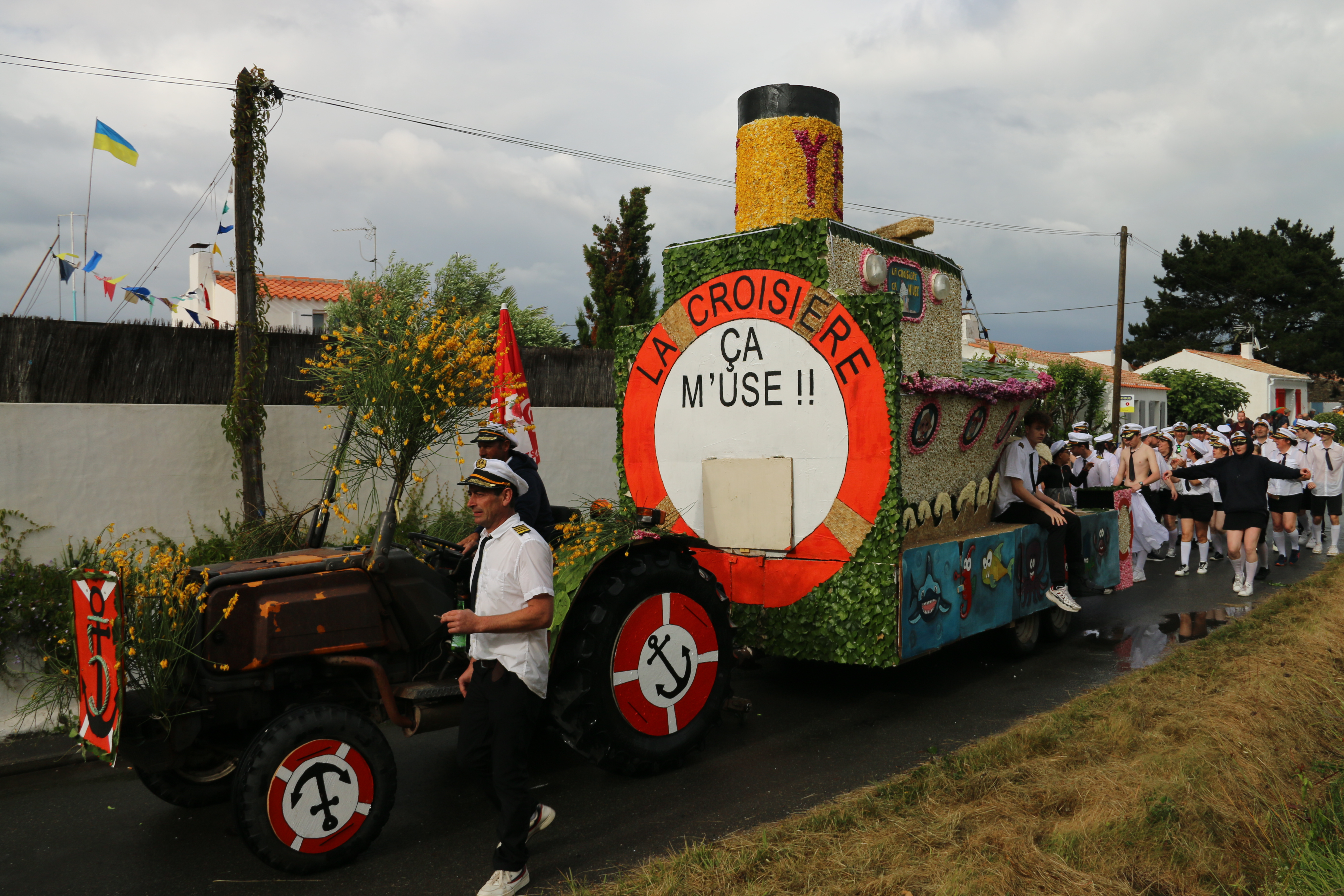
Un char fleuri lors de la Fête des Fleurs 2022.

Une Fête des fleurs est organisée tous les deux ans le weekend de la Pentecôte.

## Personnalités liées à la commune
- Saint Martin de Vertou, évangélisateur de la région, au VIe siècle[86] ;
- Philippe Pétain, mort le 23 juillet 1951 à Port-Joinville durant son internement sur l’île d'Yeu. Il y est également inhumé[30] ;
- Joseph Écomard  (1871-1952), gouverneur militaire de l'île, durant la Première Guerre mondiale ;
- Jean-Olivier Héron (1938-2017), écrivain, éditeur, illustrateur français.
- Amin Maalouf, écrivain franco-libanais[87] ;
- Geneviève Dormann, journaliste et écrivain française ;
- José Miguel Beñarán Ordeñana « Argala », théoricien marxiste-léniniste d'ETA, déporté sur l'île en 1976[88].
- Le roi Philippe de Belgique, son épouse la reine Mathilde et leurs quatre enfants sont des habitués de l'île d'Yeu où ils ont passé leurs vacances de 2010 à 2016. Le 23 juillet 2013, deux jours après son accession au trône de Belgique, le roi Philippe se rend sur l'île avec sa famille pour y séjourner à nouveau[89].
- Dominique Rézeau (1947-)  prêtre catholique, diplomate et historien français.
- Catherine Laborde (1951-2025), présentatrice de télévision en météorologie, journaliste et écrivaine, morte le 25 janvier 2025 dans sa maison de l'Île-d'Yeu[90].

### Les peintres de l’île d'Yeu
L'île d'Yeu a inspiré de nombreux artistes et en particulier Jean Rigaud, 1912-1999, peintre officiel de la Marine, Monique Corsi et Jacques Brachet, qui ont une maison sur l'île en plein centre de Port-Joinville, et leur collègue et ami Maurice Boitel.
Le peintre Pierre Bertrand  peintre officiel de la Marine a vécu et peint les différentes facettes de l'Ile D'Yeu. Il a notamment une rue à son nom dans l'Ile.
Le peintre et maître verrier Guy Breniaux lui a également consacré une partie de son œuvre à l'occasion de ses multiples et réguliers voyages sur l'île.
La peintre Denise Esteban, avec son mari le poète Claude Esteban, posséda longtemps une maison dans l'île, mais elle y eut un accident fatal en 1986.
Jean Dufy (1888-1964) a peint une vingtaine de tableaux durant plusieurs séjours estivaux à l'île d'Yeu entre 1926 et 1930.

L'île d'Yeu, vue de Saint-Jean-de-Monts.

## Galerie

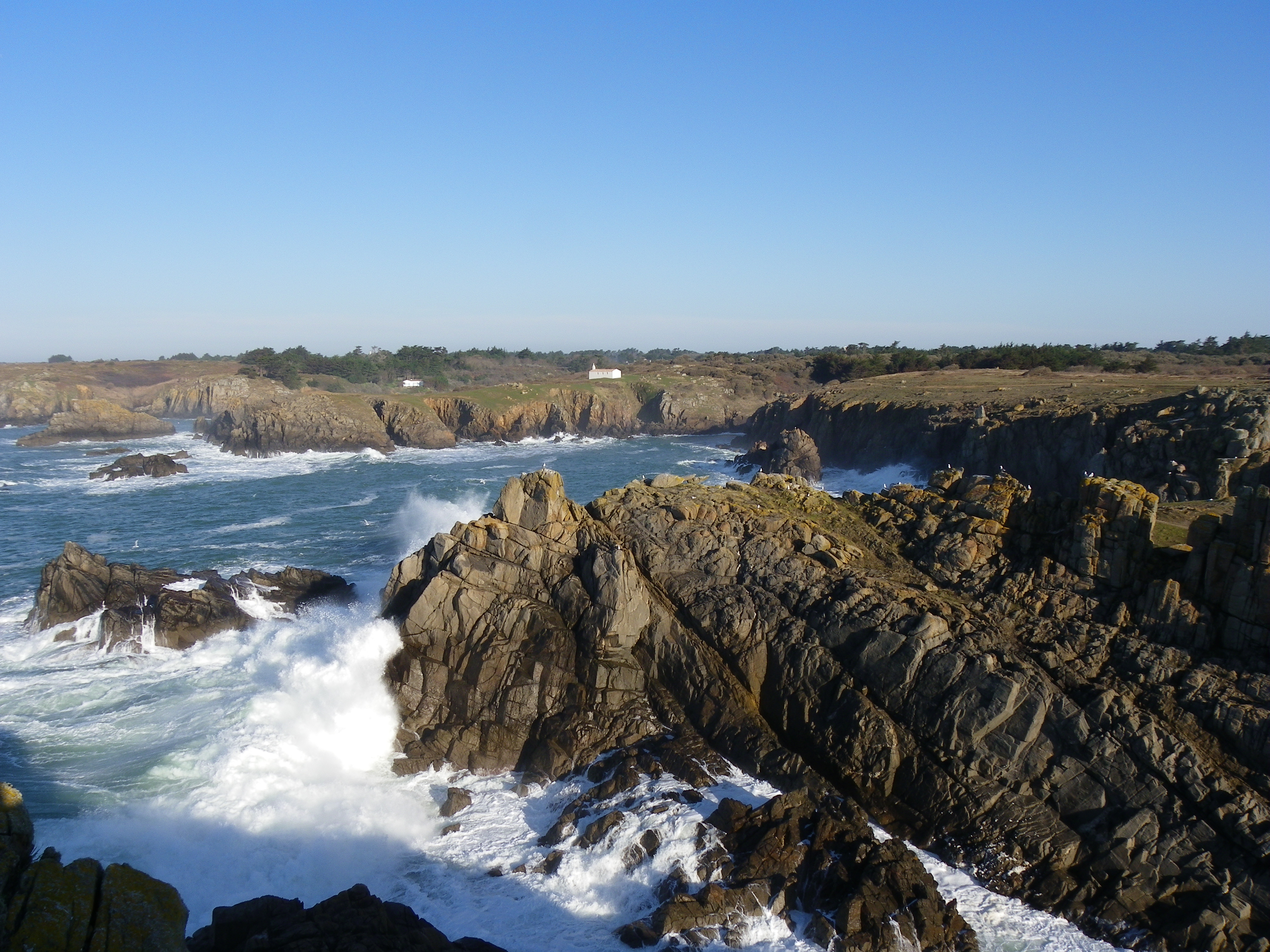
La Côte sauvage - Sud de l'île d'Yeu.
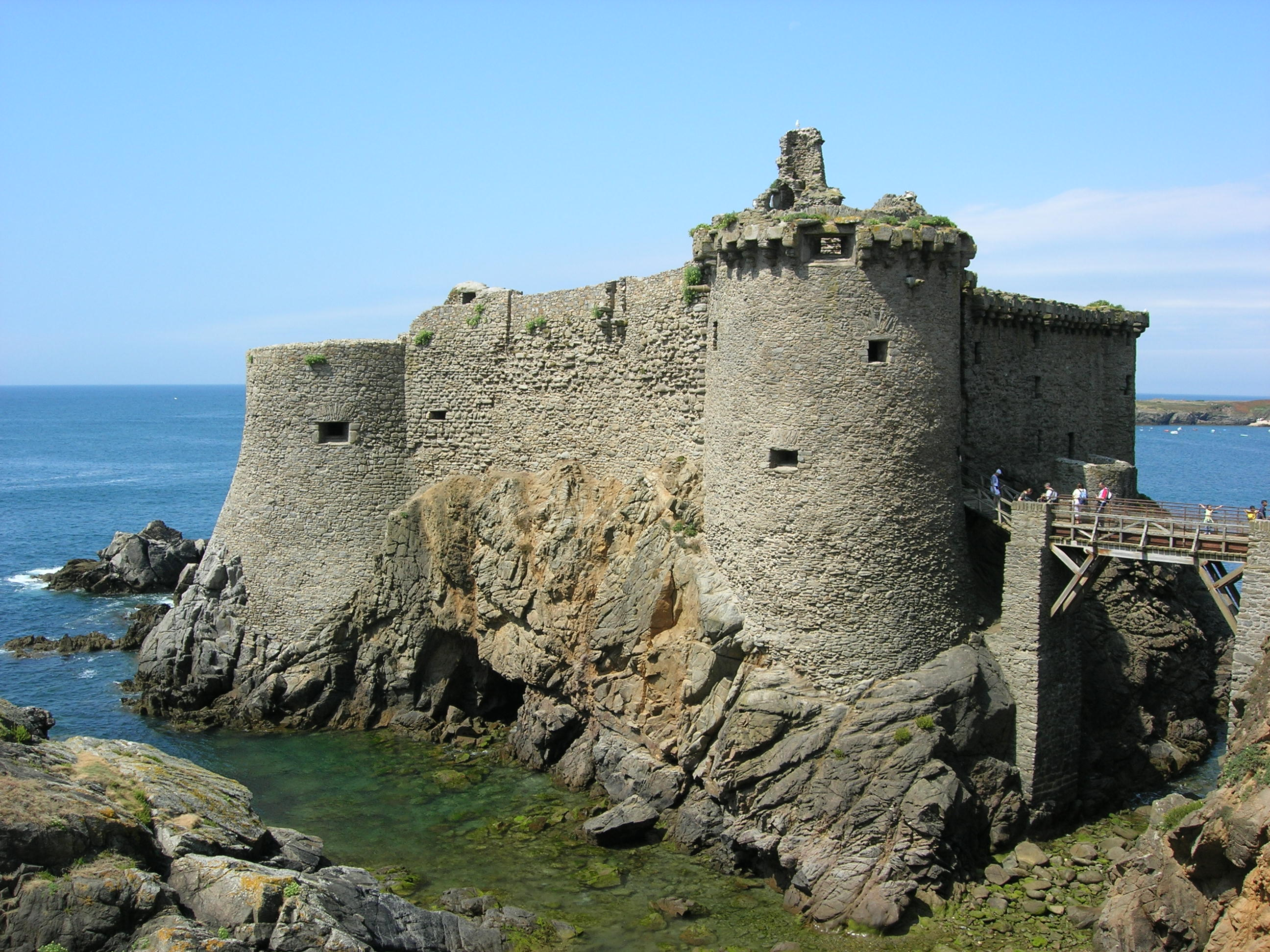
Vieux château.
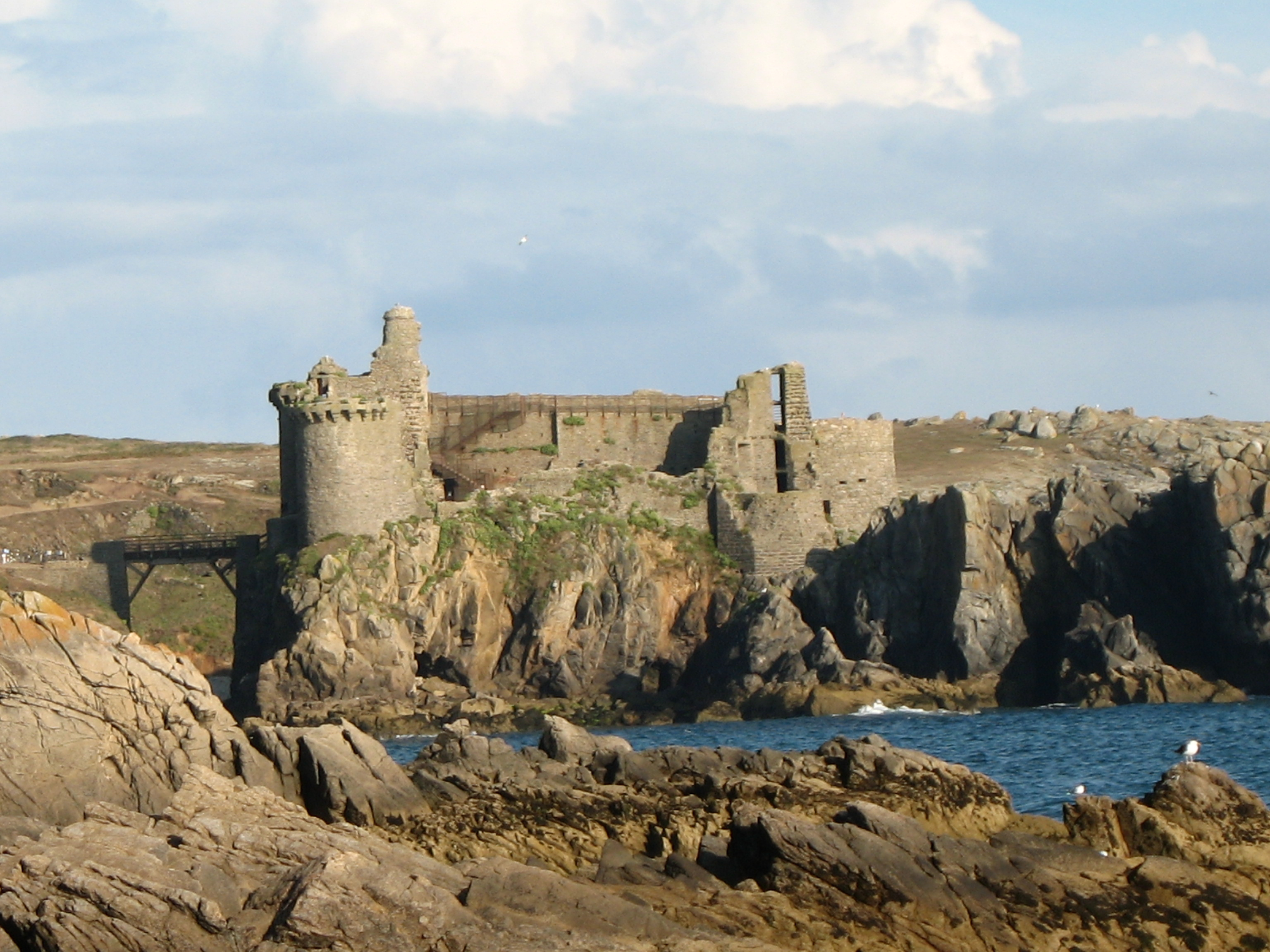
Vieux château vu depuis la plage des Sabias.
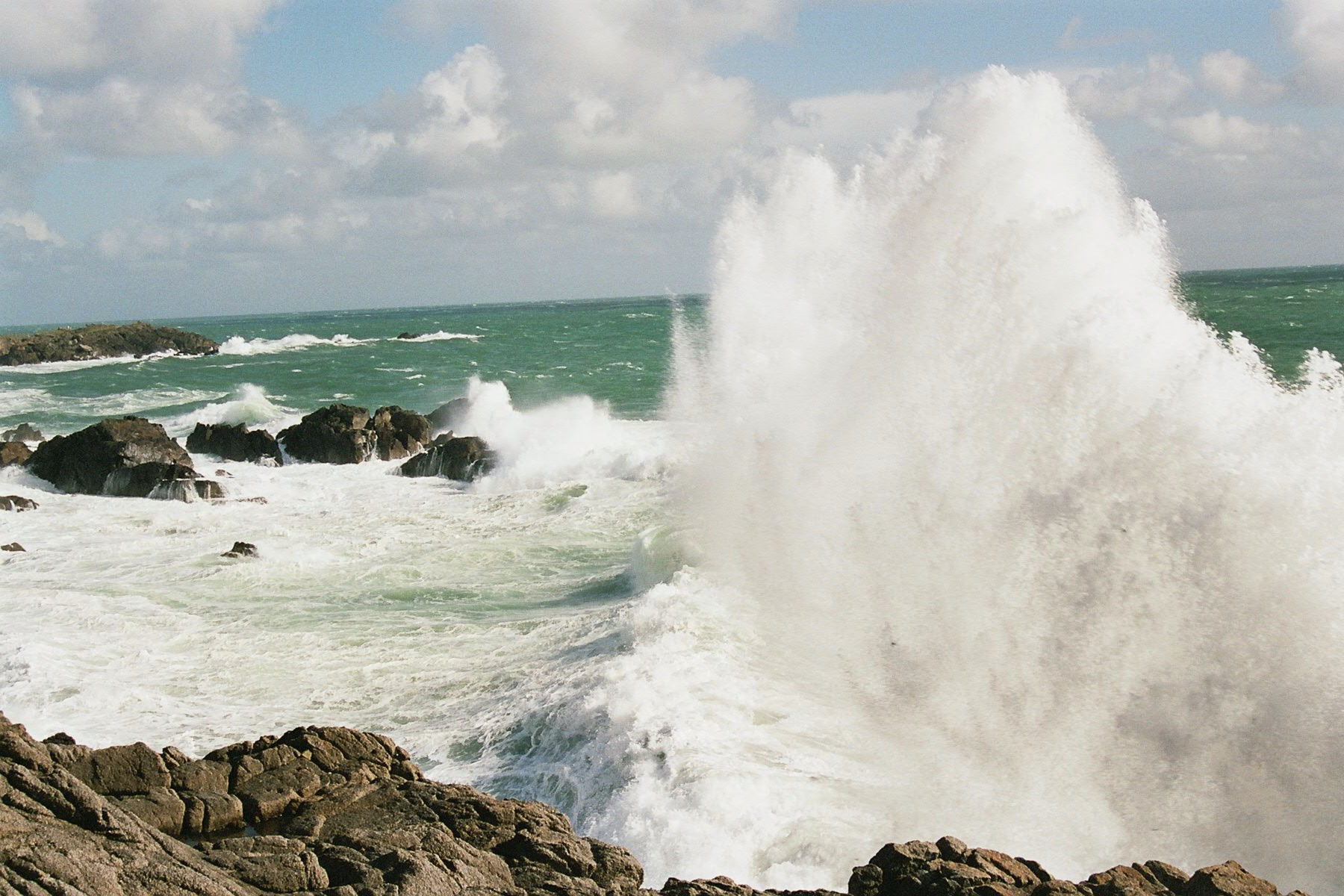
Une vague se brisant sur la côte sauvage de l'île.
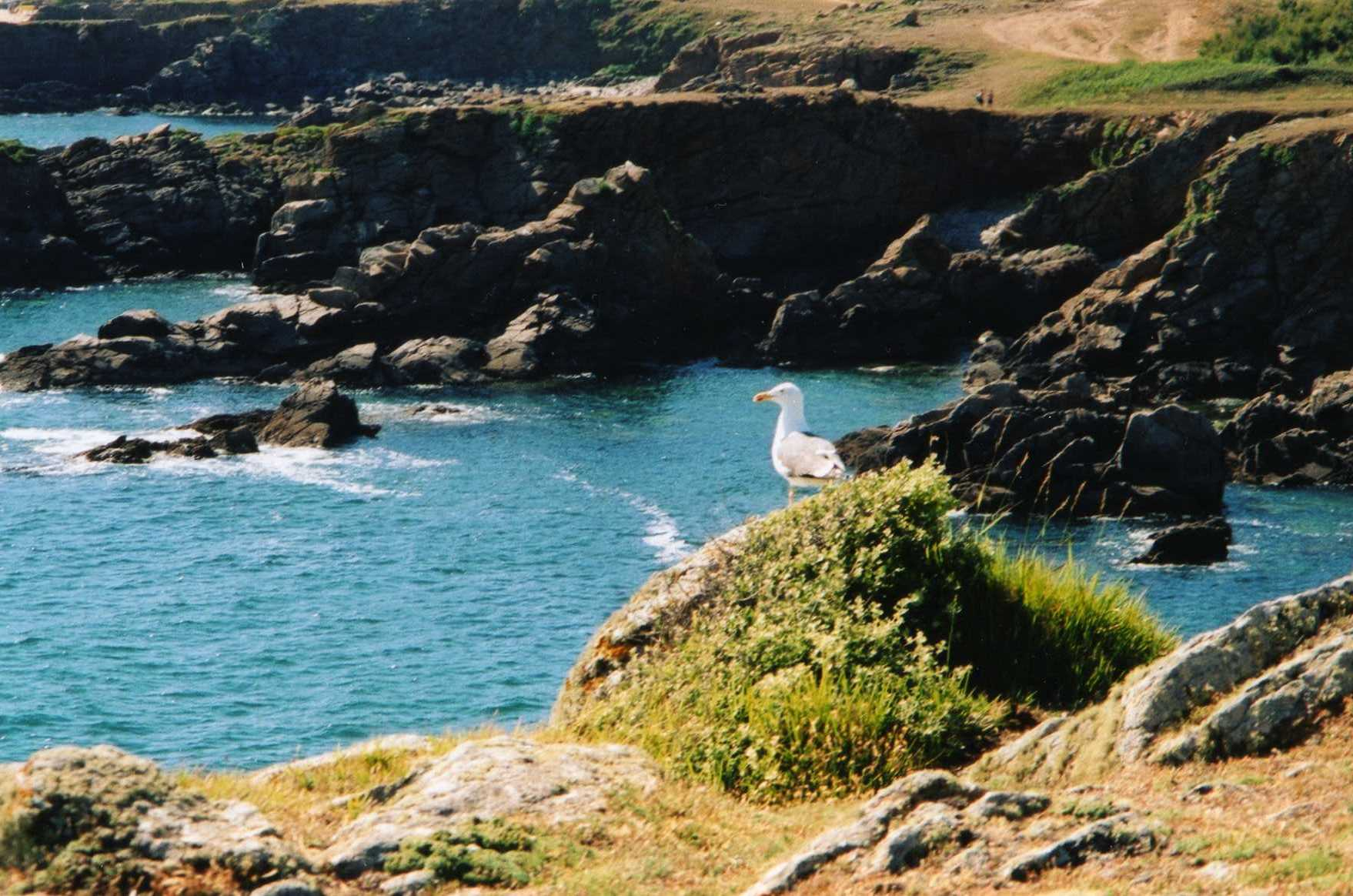
Côte sauvage par beau temps.
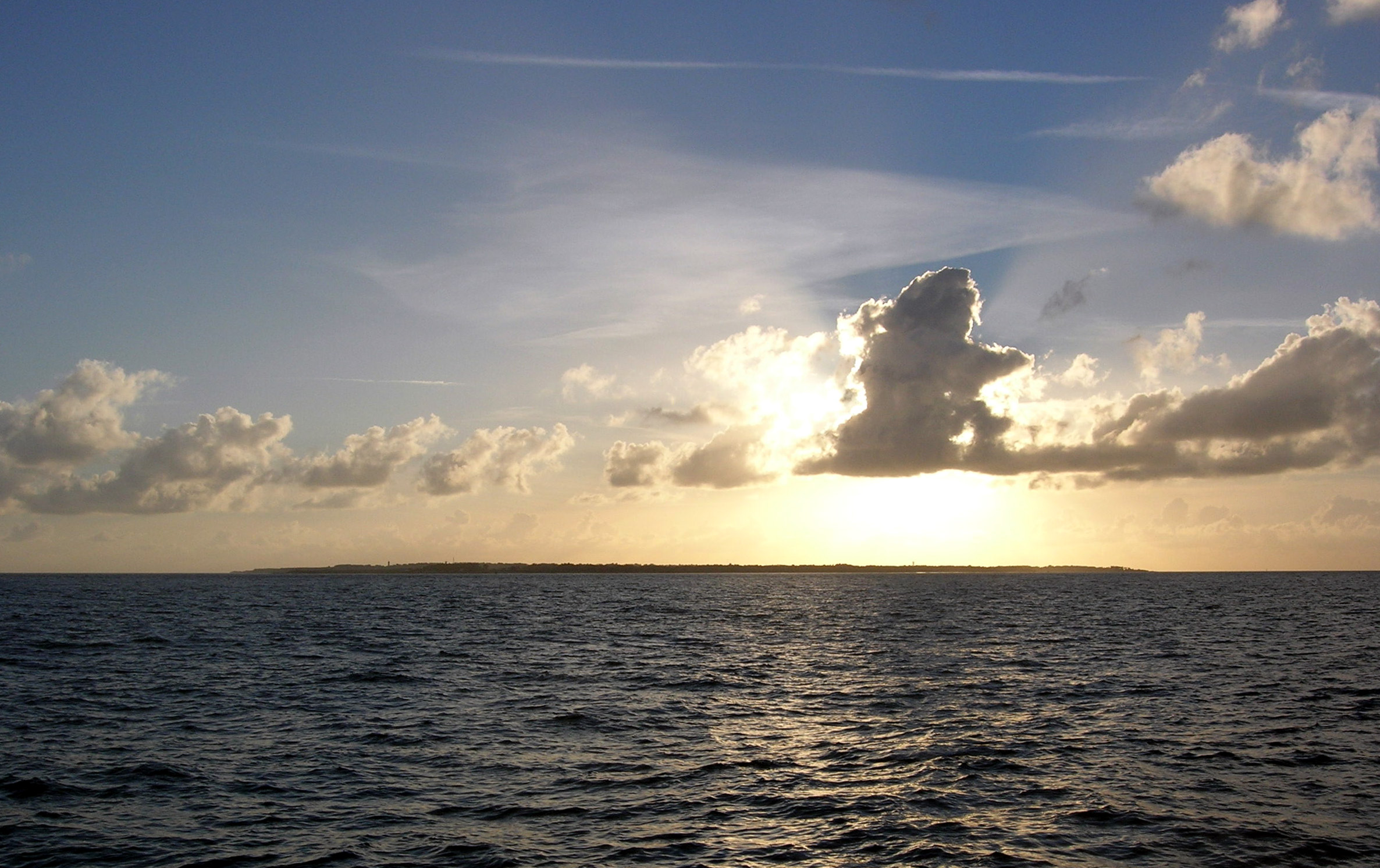
Coucher de soleil sur l'île.
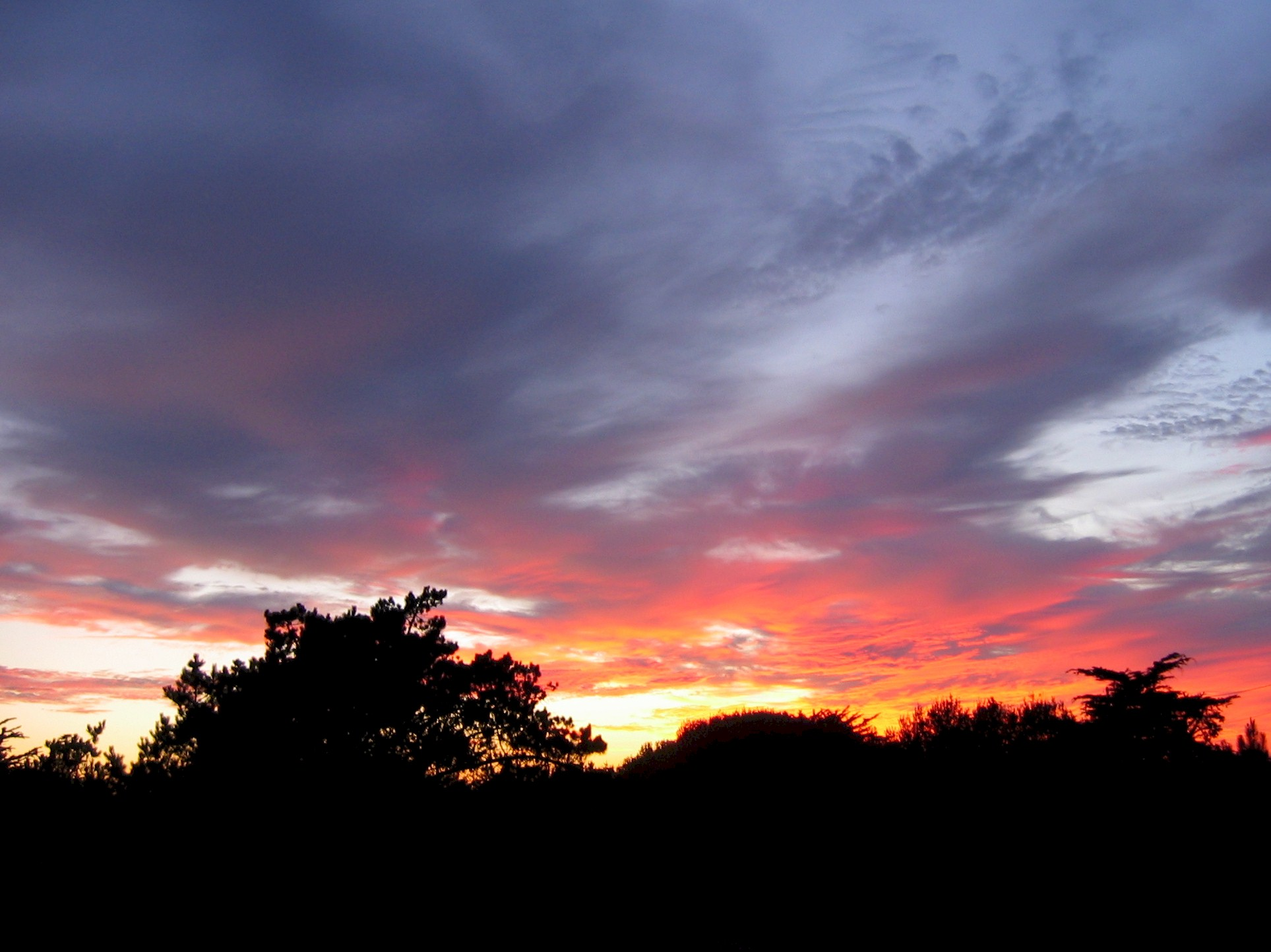
Crépuscule sur l'île.
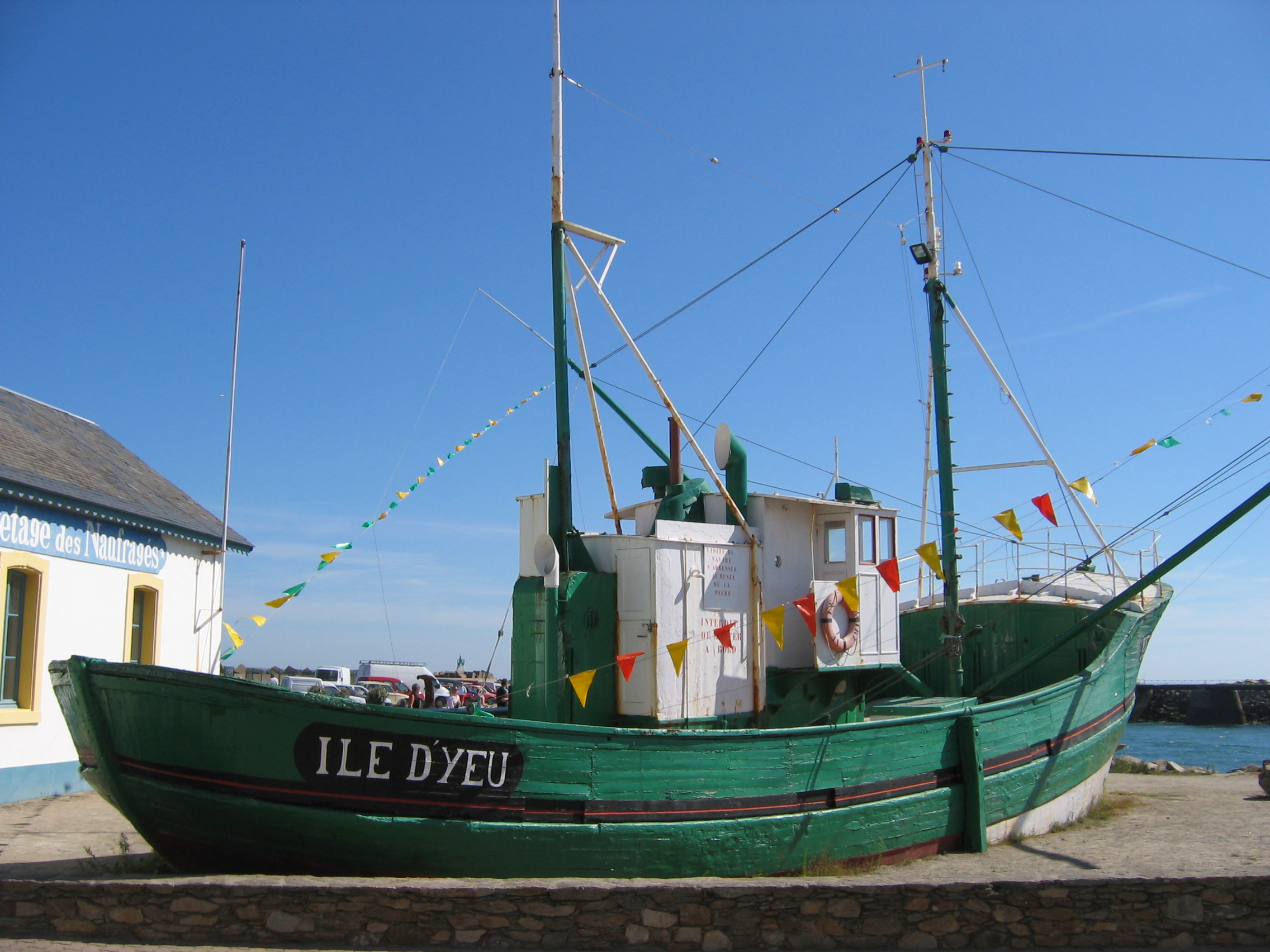
Thonier motorisé à « cul rond » de l'île.
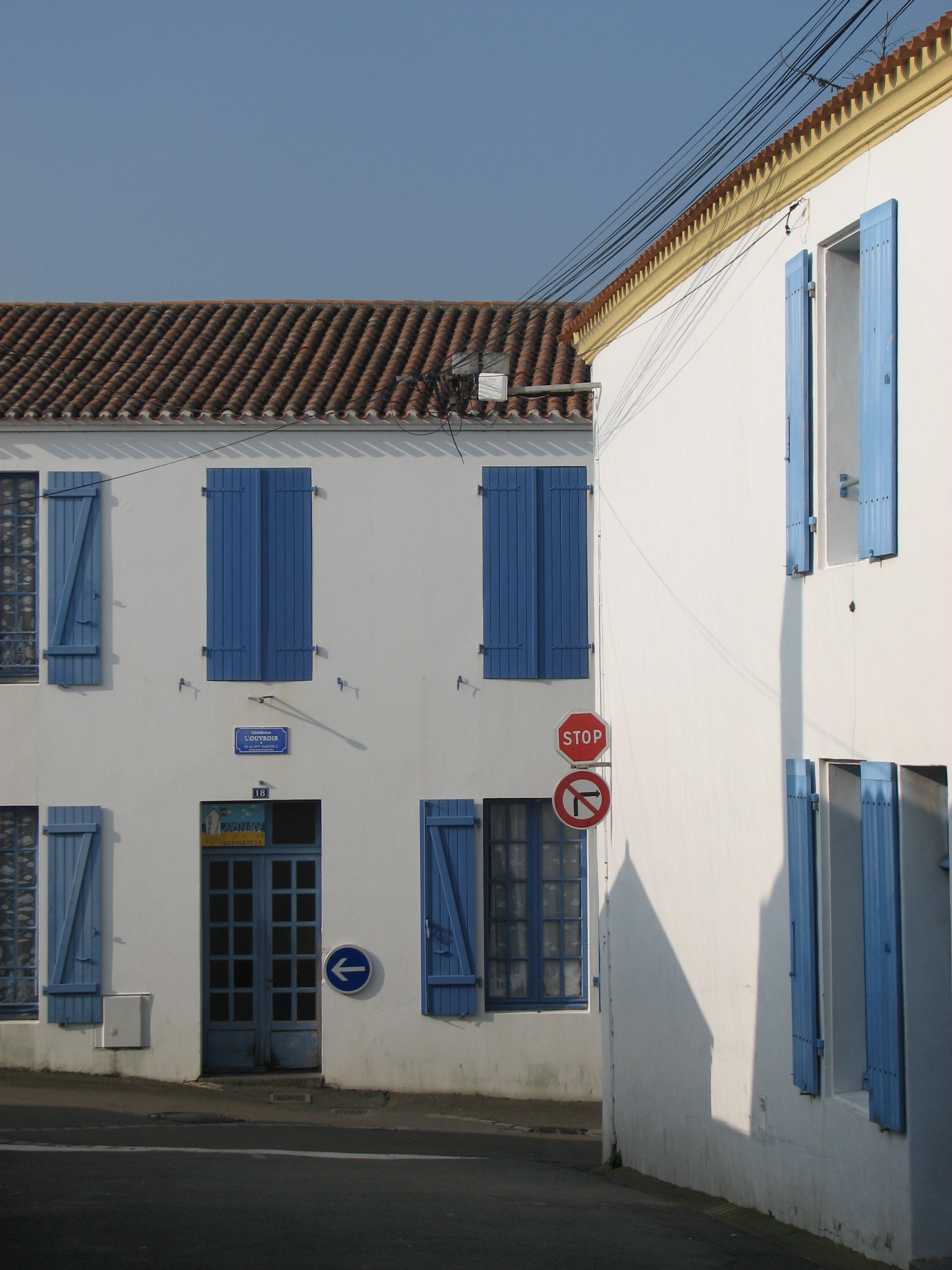
Rue de Port-Joinville.
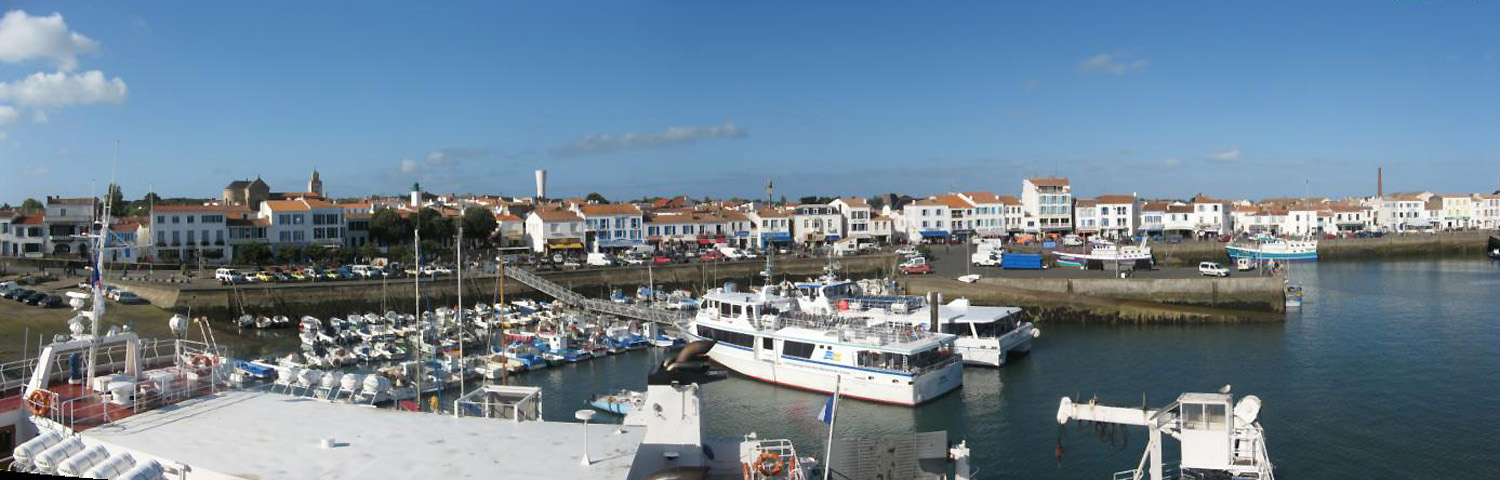
Port-Joinville
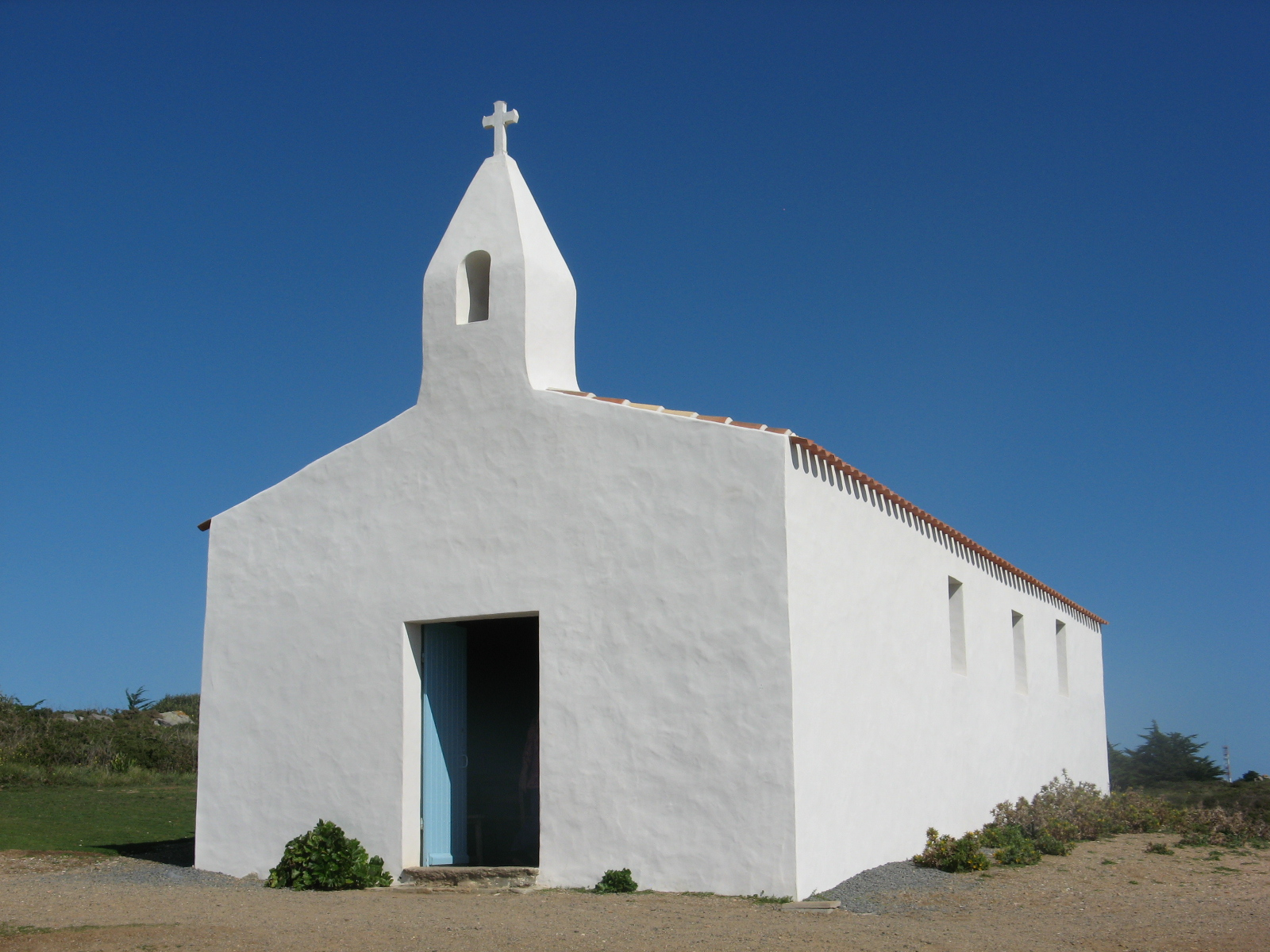
Notre-Dame-de-Bonne-Nouvelle
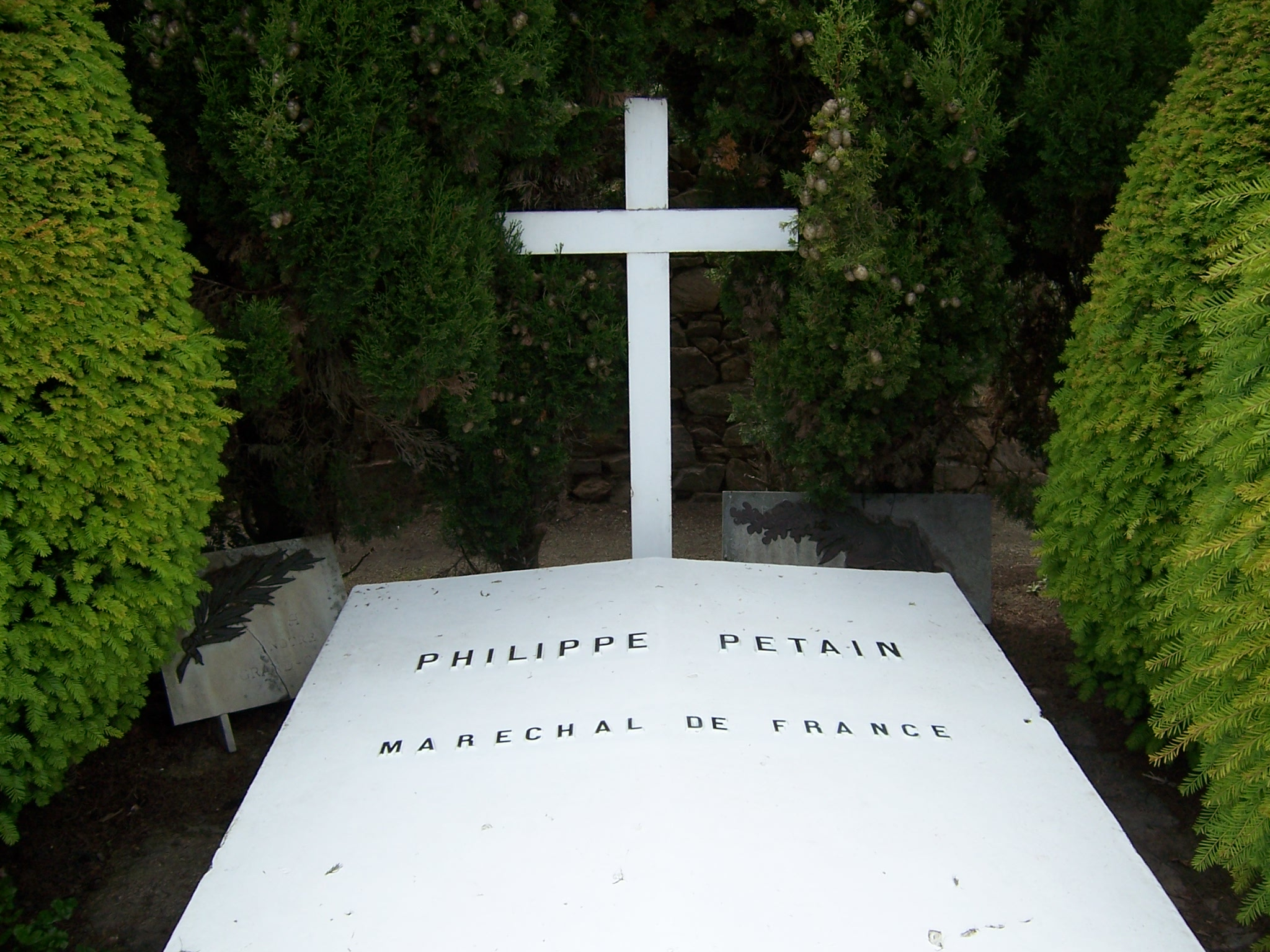
Tombe de Philippe Pétain au cimetière de Port-Joinville
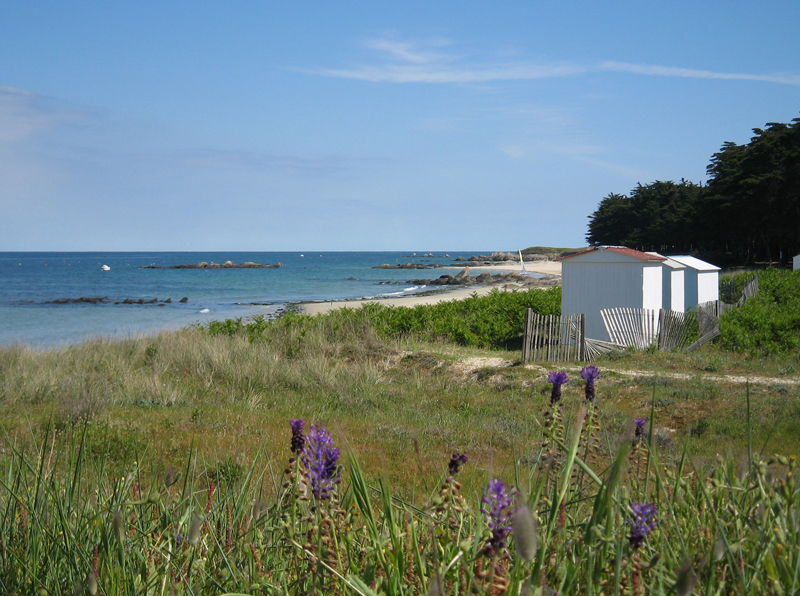
Plage des Sapins

### Filmographie
- La Peau trouée, documentaire réalisé par Julien Samani, sorti le 23 mars 2005 et qui met en scène 5 pêcheurs de l’Île d’Yeu lors d’une campagne de pêche au requin au large de l’Irlande.
- Les Voix du large, documentaire autour de la radio locale Neptune FM (2017)
- Meurtres à l'île d'Yeu (téléfilm)